# Friedrich Wilhelm Schilling

Friedrich Wilhelm Schilling

Friedrich Wilhelm Hans Kurt Schilling (* 2. September 1914 in Apolda; † 6. Juni 1971 in Heidelberg) war ein bedeutender deutscher Glockengießer.

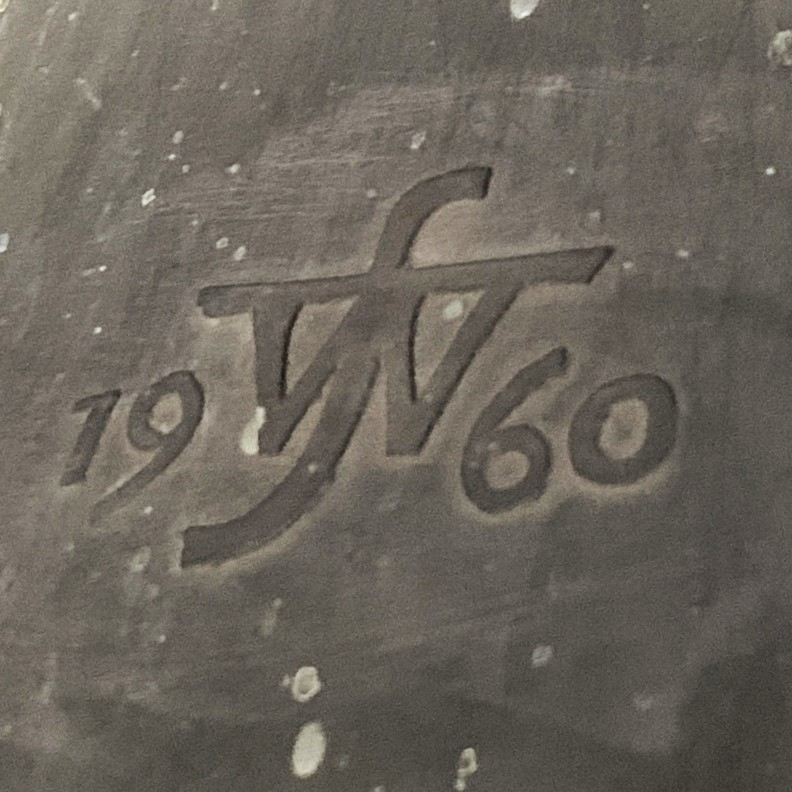
Gießerzeichen von F.W. Schilling auf der Nikolaus-Glocke in St. Martin (Lorch)

## Leben und Werk
Friedrich Wilhelm Schilling entstammte der in Apolda (Thüringen) ansässigen Glockengießer-Familie Schilling (siehe auch Glockengießerei Apolda), er war ein Enkel von Franz Schilling. Bereits mit zwölf Jahren hat er in Apolda die erste Glocke gegossen. Seine Ausbildung ergänzte er bei der Firma H. Rüetschi in Aarau und schloss sie in der Glockengiesserei Egger in Staad im Jahre 1933 ab.
Nach dem Zweiten Weltkrieg war er Kustos des Glockensammellagers Hamburg und wie sein Onkel Franz in Apolda bei der Rückführung der Glocken tätig. Er sorgte für die Rückführung von mehr als 13.000 Glocken, die im Hamburger Freihafen lagerten und vom Einschmelzen verschont geblieben waren.
1949 zog er in den Heidelberger Stadtteil Bergheim, um sich – da die Apoldaer Glockengießerei noch von seinem Vater Otto Schilling und seinem Onkel Franz Schilling geführt wurde – eine eigene Existenz zu gründen.
Dort begann er mit lediglich einem eingeschossigen Steinbau, zwei Scheunen sowie einem mit Schrott gefüllten Schuppen und schuf in wenigen Jahren ein Unternehmen von Weltruf. Da es sich in Heidelberg um einen vollständigen Neubeginn handelte, zudem mit Arbeitskräften, die zuvor weder in einer Formerei noch in einer Gießerei tätig gewesen waren, erschienen die Schwierigkeiten in der ersten Zeit enorm. Doch Friedrich Wilhelm Schilling überwand diese Zeit schnell, das 1953 gegossene elfstimmige Geläut von St. Lorenz in Nürnberg zeigte bereits seine Meisterschaft. Ausgehend von den Glockenrippen der väterlichen Gießerei in Apolda entwickelte er bald seine eigene Linie, die sich später von der in Apolda klanglich unterschied (die sogenannte Schillingsche Rippe.) Er bevorzugte schwere und überschwere Glockenrippen. Unterstützt wurde er, wie auch der Thüringer Betrieb, von seinem älteren Bruder, dem Mathematiker Otto Schilling.
Eisenhartgussglocken ließ Schilling in einem anderen Betrieb fertigen, bei J. F. Weule in Bockenem am Harz – jenem Betrieb, der seinerzeit als Ulrich & Weule sehr viele Eisenhartgussglocken produziert hatte. Sie wurden nach Friedrich Wilhelm Schillings Glockenrippen gegossen und anschließend im Heidelberger Betrieb mit Glockenarmaturen versehen. So konnte er sich das notwendige Kapital für den Aufbau, Erweiterung und Erhalt seines Betriebes verschaffen.
Nahezu 8000 Glocken gingen aus der Heidelberger Gießerei in alle Welt. Der Betrieb lieferte unter anderem die Glocken für die Providenz-Kirche, die Jesuiten-Kirche und St. Bonifatius in Heidelberg, sowie für zahlreiche andere Kirchen in ganz Deutschland und darüber hinaus. Eine Glocke von Friedrich Wilhelm Schilling für die Marktkirche in Hannover zählt mit einem Gewicht von über 10 Tonnen zu den größten Deutschlands. Selbst bis nach Übersee wurde exportiert, beispielsweise auf die Philippinen in die Kathedrale von Manila, nach Accra in Ghana und in die USA. Besonderen Ruf erwarb sich Schilling durch seine Carillons, unter anderem in Bonn, Hannover, Kassel, Frankfurt am Main und im Heidelberger Rathaus und seine Glockenspiele unter anderem im Alten Rathaus von Mannheim und im Frankfurter „Römer“, weil diese eine besonders genaue Stimmung der Glocken benötigten.
Nach Schillings Tod wurde die Gießerei, gegen seinen erklärten Wunsch, als Glockengießerei Heidelberg unter Karl Stumpf weitergeführt. Nachdem die Firma 1982 mit der Glockengießerei Bachert aus Karlsruhe zur Karlsruher Glocken- und Kunstgießerei fusionierte, wurde die Produktion in Heidelberg eingestellt und nach Karlsruhe verlegt. Nach der Einstellung lag das Firmengelände viele Jahre brach. Von 1991 bis 1999 befand sich auf dem Gelände ein Autonomes Zentrum. Anfang der 2000er Jahre wurde es mit Wohnungen neu bebaut. Als Erinnerung an die frühere Nutzung wurde 2001 vor Ort eine letzte Glocke gegossen und mit einer der letzten (1971) von Schilling gegossenen Glocke in einem offenen Stahlrahmen als Denkmal aufgestellt. Das Quartier erhielt den Namen „Alte Glockengießerei“ und in den Innenhöfen der Quartiere wurden symbolisch Blauglockenbäume gepflanzt. Nach der Überlieferung waren solche schon von Schilling angesiedelt worden.

## Liste der Glocken
(unvollständig, Sortierung nach politischer Gemeinde)
- St. Ottilia (Absberg), drei Glocken 1971 (cis2, e2, fis2)
- Friedhof Adelsdorf, eine Glocke 1964 (es3)
- St. Matthäus (Adelsdorf-Neuhaus), eine Glocke 1966 (a1), zu drei historischen Glocken (h1, d2, f2)
- St. Josef (Adelsheim-Hergenstadt), eine Glocke 1953 (cis2)
- St. Laurentius (Albbruck-Unteralpfen), vier Glocken 1954 (e1, g1, a1, h1)
- St. Nicolai (Alfeld), eine Glocke 1965 (b1), zu zwei historischen (f1, as2)
- Adventskirche (Algermissen), zwei Glocken 1966 (dis2, fis2), als Ersatz für eine (es2) von Ulrich & Weule, Bockenem (1950)
- St.-Georg-Kirche (Algermissen-Bledeln), eine Glocke 1953 (e2), zu zwei historischen Glocken (h1, d2)
- St. Vitus (Allersberg-Altenfelden), zwei Glocken 1964 (e2, g2)
- St. Michael (Altleiningen), vier Glocken 1963 (f2, g2, a2, c3), profaniert, Glocken eingelagert.[3]
- St. Joseph (Alzey), drei Glocken 1960 (a1, c2, d2), zwei Glocken 1966 (e1, g1)
- St. Johannes der Täufer (Amöneburg), zwei Glocken 1957 (h0 und h1)
- St. Johannes Nepomuk (Altlußheim), drei Glocken 1968 (g1, b1, c2)
- St. Agatha (Aschaffenburg), drei Glocken 1955 (f1, g1, a1), zu einer historischen (d1) von 1478.
- St. Pius (Aschaffenburg), vier Glocken 1970 (e1, fis1, gis1, h1)
- Unsere Liebe Frau (Aschaffenburg), zwei Glocken 1958 (c1, g1), zu zwei historischen Glocken (es1, f1) von 1746
- St. Johannes Baptist (Attendorn), fünf Glocken 1962 (b0, c1, d1, f1, g1), zu drei Glocken (a0, a1, c2)
- St. Thaddäus (Augsburg-Kriegshaber), sechs Glocken 1956 (c1, d1, f1, g1, a1, b1)
- St. Elisabeth (Bad Dürkheim-Hardenburg), drei Glocken 1962 (f1, g1, b1), 2013 profaniert und verkauft
- Johanniskirche (Bad Gandersheim-Dankelsheim), eine Glocke 1954 (ges1), zu einer historischen (es1) von 1893
- St. Johannes (Bad König), drei Glocken 1966 (fis1, a1, h1)
- St. Sebastian (Schlatt) (Bad Krozingen-Schlatt), eine Glocke 1961 (e1)
- St. Bonifatius (Bad Nauheim), vier Glocken 1961 (es1, f1, g1, b1)
- Christuskirche (Bad Neustadt an der Saale), drei Glocken 1952 (d1, f1, g1), zu einer (b1) von der Gießerei Schilling aus Apolda (Gussjahr ist nirgends genannt!)
- St. Konrad (Bad Neustadt an der Saale), fünf Glocken 1956 (e1, fis1, gis1, h1, cis2)
- St. Cyriakus (Bad Rippoldsau-Schapbach), fünf Glocken 1956 (d1, f1, g1, a1, c2)
- Fridolinsmünster (Bad Säckingen), sechs Glocken 1952 (c1, d1, e1, f1, g1, a1)
- Heilig-Kreuz-Kirche (Bad Säckingen), fünf Glocken 1966 (d1, f1, g1, a1, c2)
- Pauluskirche (Baddeckenstedt), eine Glocke 1958 (h1), zu einer (gis1) von 1893.
- St. Bernhard (Baden-Baden), vier Glocken 1953 (b0, des1, es1, as1)
- Herz-Jesu-Kirche (Baden-Baden), zwei Glocken 1960 (gis1, h1), eine Glocke 1982 (e1), zu zwei Glocken von 1982 (cis2, e2) Karlsruher Glocken- und Kunstgießerei
- St. Jakobus (Baden-Baden), sechs Glocken 1966 (c1, es1, f1, g1, b1, c2)
- St. Michael (Baden-Baden), eine Glocke 1952 (fis2), fünf Glocken 1957 (h0, d1, e1, fis1, a1)
- St. Johannis (Bad Malente-Neukirchen), eine Glocke 1951 (a1), zu einer (fis1) aus dem 15. Jahrhundert
- Christuskirche (Bad Salzuflen-Lockhausen), vier Glocken 1964 (f1, g1, a1, h1)
- Gnadenkirche (Baesweiler-Setterich), fünf Glocken 1957 (d2, f2, g2, a2, c3)
- Erlöserkirche (Bamberg), vier Glocken 1958 (h0, d1, e1, g1)
- St. Jakob (Bamberg), eine Glocke 1956 (gis1), zu vier historischen Glocken (e1, fis1, dis2, g2)
- St. Josef im Hain (Bamberg), zwei Glocken 1968 (h2, cis3)
- St. Stephan (Bamberg), neun Glocken 1961 (cis1, fis1, gis1, ais1, cis2, dis2, fis2, gis2, ais2)
- Herz Jesu (Bechhofen), zwei Glocken 1958 (d2, f2)
- Katharinenkirche (Bechhofen), fünf Glocken 1970 (a1, h1, cis2, e2, fis2)
- Glockenturm Bechtolsheim, drei Glocken[4]
- St. Walburga (Beilngries), drei Glocken 1958 (cis1, e1, gis1), zu fünf historischen Glocken (fis1, c2, cis2, gis2, gis2)
- St. Rupert (Beilngies-Arnbuch), zwei Glocken 1953 (b1, des2), zu einer historischen Glocke von 1795 (ges2)
- St. Martin (Beilngries-Eglofsdorf), zwei Glocken 1957 (d2, e2), zu einer historischen (g2) von 1706
- St. Laurentius (Bensheim), drei Glocken 1969 (d1, f1, g1), 1996 wurden wegen Risse im Kirchturm die zwei kleineren Glocken durch drei neue Glocken der Gießerei Bachert ersetzt in den Schlagtönen b1, c2, d2
- Stadtpfarrkirche Mariä Himmelfahrt (Berching), drei Glocken 1960 (a1, c2, d2), zu vier historischen Glocken (d1, g1, e2, cis3)
- Fabian und Sebastian-Kirche (Bergen-Sülze), eine Glocke 1964 (cis2), zu einer (fis1) von M & O Ohlsson, Lübeck (1930)
- St. Georg (Berghaupten), fünf Glocken 1951 (c1, es1, f1, g1, b1)
- Maria Regina Martyrum (Berlin), fünf Glocken 1961 (es1, f1, ges1, as1, es2)
- Dorfkirche Britz (Berlin-Britz), insgesamt zwei Glocken, eine 1955 (d2), eine 1956 (e2), zu einer historischen (h1) aus dem 13. Jahrhundert
- Hephatha-Kirche (Berlin-Britz), zwei Glocken 1955 (gis1, cis2). Erweiterung 1959 (h1) Petit & Gebr. Edelbrock (Gescher)
- Kloster Vom Guten Hirten (Berlin), drei Glocken 1965 (e2, a2, cis3)
- St. Rita (Berlin), zwei Glocken 1954 (gis1, cis2)
- St. Wilhelm (Berlin), drei Glocken 1965 (f1, as1, b1)
- Melanchthonkirche (Berlin-Kreuzberg), drei Glocken 1955 (d2, f2, g2)
- St. Georg (Bermatingen), drei Glocken 1964 (d1, a1, h1), zu drei historischen Glocken (e1, g1, cis2)
- „Maria Königin“ (Betzdorf-Bruche), vier Glocken 1968 (e1, g1, a1, h1)
- St. Johannis (Beverstedt-Kirchwistedt), eine Uhrglocke 1971 (b2)
- St. Johannis Enthauptung (Biebelried), vier Glocken 1958 (f1, g1, c2, d2), zu einer historischen (a1)
- St. Blasius (Biberach (Baden)), fünf Glocken 1966 (c1, d1, f1, g1, a1)
- Basilika St. Martin (Bingen am Rhein), fünf Glocken 1955 (a0, c1, d1, f1, a1), zu einer historischen (g1) von 1404
- Rochuskapelle (Bingen am Rhein), sechs Glocken 1958 (e1, g1, a1, h1, d2, e2)
- St.-Josef-Kirche (Birkenheide), drei Glocken 1969 (g2, b2, c3). Ergänzung zwei Glocken, eine 1999 d3 (Michael Reuter, Maria Laach), 1999 es2 (Karin Schneider-Andris) Karlsruhe
- St.-Antonius-Kirche (Bispingen), drei Glocken 1966 (f1, g1, b1)
- St. Josef (Bonn-Beuel), fünf Glocken 1961 (c1, es1, g1, b1, c2), zu zwei Glocken (f1, as1) von der Glockengießerei Mabilon, Saarburg (1960)
- St. Kilian (Unterschüpf) (Boxberg), insgesamt drei Glocken, zwei 1952 (cis2, e2), eine 1958 (h1)
- Kirche Allerheiligen (Böhl-Iggelheim), drei Glocken 1953 (fis1, gis1, h1)
- St. Marien (Bonndorf im Schwarzwald), zwei Glocken 1951 (h1, d2), zu zwei vorhandenen Glocken (d2, as2)
- St. Marien (Bonndorf-Boll), zwei Glocken 1950 (es2, f2), zu einer vorhandenen (c2)
- St. Anna (Bonndorf-Ebnet), zwei Glocken 1964 (g2, b2)
- St. Martini (Braunschweig), eine Glocke 1967 (cis1), zu drei vorhandenen Glocken (fis0, a0, fis1)
- St. Johannes Baptist (Breitenbrunn-Erggertshofen), drei Glocken 1961 (g1, a1, c2), zu einer historischen (d2) von 1681
- Kirche Mater Dolorosa (Brensbach), eine Glocke 1965/1966 (e2), zu einer (g2) von J. G. Schweiger (1734)
- St. Laurentius (Bretten), sechs Glocken 1951 (b0, c1, es1, f1, g1, b1)
- Hofkirche St. Damian (Bruchsal), sieben Glocken 1964 (d1, f1, g1, b1, d2, f2, g2)
- Stadtkirche Bruchsal, fünf Glocken 1958 (c1, f1, g1, b1, c2), zu einer (es1) von 1722.
- St. Martin (Bruchsal-Obergrombach), vier Glocken 1957 (cis1, e1, fis1, a1)
- Johanniskirche (Steinbach am Wald-Buchbach), eine Glocke 1967 (es2)
- St. Blasius (Buchenbach), vier Glocken 1951 (es1, g1, b1, c2)
- St. Magnus (Buchenberg im Allgäu), drei Glocken 1951 (e1, fis1, gis1), zu zwei historischen Glocken (h0, cis1)
- St. Nikolaus (Buchenberg-Wirlings), vier Glocken 1952 (es1, g1, b1, c2)
- St. Paulus (Buchholz in der Nordheide), insgesamt vier Glocken, zwei 1950 (a1, h1), eine 1957 (d2), eine 1968 (e2)
- Christkönigkirche (Burgthann), vier Glocken 1968 (a1, c2, d2, e2)
- St. Peter und Paul (Burladingen-Gauselfingen). vier Glocken 1968 (es1, f1, as1, b1), zu einer historischen (b2), gegossen um 1300
- St. Silvester (Burladingen-Stetten unter Holstein), fünf Glocken 1963 (dis1, fis1, gis1, ais1, h1)
- Herz-Jesu-Kirche (Büchenbach), vier Glocken 1960 (f1, as1, b1, c2)
- Heilig Blut (Bühl), fünf Glocken 1968 (e1, g1, a1, h1, d2)
- St. Maria (Bühl), sechs Glocken 1950 (d1, f1, g1, a1, b1, d2), zu einer (c2) von Benjamin Grüninger, Villingen (1921)
- St. Peter und Paul (Bühl), fünf Glocken 1950 (b0, d1, f1, g1, b1)
- St. Michael (Bürstadt), vier Glocken 1959 (c1, es1, f1, g1)
- St. Peter (Bürstadt), sechs Glocken 1967 (d1, e1, fis1, a1, h1, d2)
- St. Nikolai (Clausthal-Zellerfeld-Altenau), zwei Glocken 1961 (cis3), 1962 (h1)
- Maria-Magdalenen-Kirche (Wildemann) (Clausthal-Zellerfeld), eine Glocke 1964 (a1)
- Johanneskirche (Coburg), fünf Glocken 1963 (f1, g1, b1, c2, d2)
- Markuskirche (Coburg), zwei Glocken 1965 (cis2, e2)
- St. Peter und Paul (Dachsberg-Urberg), drei Glocken 1959 (g1, h1, d2), zu einer historischen (g2) aus dem 14. Jahrhundert
- Friedenskirche (Darmstadt), sieben Glocken 1967 (a1, h1, cis2, d2, e2, fis2, g2)
- St. Fidelis (Darmstadt), vier Glocken 1968 (e1, fis1, a1, h1)
- St. Johannes (Deggenhausertal-Oberhomberg), drei Glocken 1955 (e1, h1, cis2), als Ergänzung zu zwei historischen Glocken (gis1, fis2)
- St. Verena (Deggenhausertal-Roggenbeuren), fünf Glocken 1960 (d1, f1, g1, a1, c2)
- Maria Königin (Deggenhausertal-Untersiggingen), drei Glocken 1959 (c2, es2, f2), zu einer (b1) von Grüninger, Neu-Ulm (1950)
- Mariä Himmelfahrt (Deining-Unterbuchfeld), zwei Glocken 1971 (c2, es2), zu einer vorhandenen (f2), beide Glocken dürften mit zu den letzten Glocken zählen, bei denen noch alle wesentlichen Herstellungsschritte zu Lebzeiten Schillings ausgeführt worden sind
- St. Michael (Detmold-Hiddesen), vier Glocken 1965 (es1, ges1, as1, b1)
- Maria Königin (Dielheim-Horrenberg), drei Glocken 1954 (a1, cis2, e2), zu einer historischen (h1) von 1631
- St. Leodegar (Dietfurt an der Altmühl-Hainsberg), drei Glocken 1968 (b1, des2, f2), zu einer historischen (es2) (gegossen um 1500).
- Laurentiuskirche (Dirmstein), fünf Glocken 1951 (es1, as1, b1, c2, es2)
- St. Rochus (Dittelbrunn), vier Glocken 1969 (d1, f1, g1, a1)
- Heilig Kreuz (Dittelbrunn-Pfändhausen), drei Glocken 1967 (g1, b1, c2)
- St. Jakobus (Dittelsheim-Heßloch), vier Glocken 1952 (des1, f1, as1, b1)
- St. Marien (Donaueschingen), sechs Glocken
- St. Blasius (Donaueschingen-Aasen), vier Glocken 1952 (f1, as1, b1, des2)
- Christuskirche (Donauwörth), sechs Glocken 1962 (cis1, fis1, gis1, ais1, cis2, dis2)
- St. Servatius (Duderstadt), insgesamt sechs Glocken, fünf 1957 (d1, f1, g1, b1, c2), eine 1975 (f2). Eine Uhrglocke (c2) ist seit 1975 als fünfte Glocke mit im Geläut
- St. Gallus und Otmar (Ebringen), drei Glocken 1957 (g1, a1, c2), zu zwei historischen Glocken (d1, f1)
- Klosterkirche St. Mauritius (Ebstorf), eine Glocke 1956 (d2)
- St. Bernward (Edemissen-Eddesse), zwei Glocken 1968 (b1, c2), zu einer (g1) von 1514
- St. Ulrich und St. Stephan (Ehingen am Ries), vier Glocken 1950 (f1, as1, b1, des2)
- Dom zu Eichstätt, eine Glocke 1967 (h1), zu zwei historischen Glocken (c1, e1)
- Schutzengelkirche (Eichstätt), sechs Glocken 1964 (fis1, h1, cis2, e2, fis2, gis2), zu einer historischen (gis1) von 1434
- St. Benedikt (Eisenbach), vier Glocken 1959 (g1, a1, h1, d2), zu einer vorhandenen (cis3)
- St.-Ansgar-Kirche (Elmshorn), fünf Glocken 1962? (a2, h2, d3, e3, fis3)
- Allerheiligenkirche (Elsdorf), eine Glocke 1949 (gis1), zu einer vorhandenen (fis1) von Johann Georg Pfeifer, Kaiserslautern (1906)
- St. Pius (Elsenfeld-Schippach), eine Glocke 1959 (e2)
- St. Peter und Paul (Eltville am Rhein), zwei Glocken 1953 (f1, as1), zu drei vorhandenen Glocken (h0, d1, c2)
- St. Nikolaus (Elzach), vier Glocken 1957 (d1, f1, a1, c2)
- St. Petrus und Paulus (Elze), zwei Glocken 1960 (cis1, fis1), zu einer e1 von 1827
- St. Bonifatius (Emmendingen), sechs Glocken 1958 (c1, f1, g1, a1, c2, d2)
- St. Pankratius (Emmering), zwei Glocken 1951 (cis1, gis1), zu zwei vorhandenen Glocken (e1, h1)
- St. Kilian (Emskirchen), vier Glocken 1968 (d1, a1, h1), zu zwei historischen (g1, d2) (erste von 1425, letztere Ende des 13. Jhdt.)
- St. Vitus (Endingen-Amoltern), drei Glocken 1962 (c2, d2, f2)
- St. Petronilla (Endingen-Kiechlinsbergen), drei Glocken 1964 (b1, c2, d2), zu einer historischen (g1) von 1738
- St. Nikolaus (Engen), zwei Glocken 1953 (gis1, h1)
- Evang. Kirche (Epfenbach), drei Glocken 1949 (gis1, h1, cis2)
- St. Johannes (Epfenbach), fünf Glocken 1966 (e1, fis1, a1, h1, cis2), zu einer (fis2) von der Karlsruher Glocken- und Kunstgießerei (1929)
- Dreifaltigkeitskirche (Eppingen-Elsenz), drei Glocken 1953 (fis1, a1, h1)
- Mariä Geburt (Eppingen-Richen), vier Glocken 1966 (f1, g1, b1, d2)
- St. Valentin (Eppingen-Rohrbach am Gießhügel), fünf Glocken 1950 (fis1, a1, h1, cis2, e2)
- St. Sophia (Erbach), vier Glocken 1960 (a1, h1, cis2, e2)
- St. Bonifaz (Erlangen), vier Glocken 1954 (c1, e1, g1, a1)
- St. Josef (Eschelbronn)
- St. Maria Immaculata (Essen), drei Glocken 1958 (zwei Glocken (fis1, gis1) erhalten, läuten zusammen mit drei weiteren Glocken in Bács-Kiskun (Ungarn)
- St. Bartholomäus (Ettenheim), vier Glocken 1961 (d1, e1, a1, h1), zu zwei historischen Glocken (h0, g1)
- St. Nikolaus (Ettenheim-Altdorf), vier Glocken 1951 (f1, as1, b1, c2), zu einer historischen (es2) von 1681
- St. Landelin (Ettenheim-Ettenheimmünster), vier Glocken 1954 (fis1, a1, h1, cis2)
- St. Arbogast (Ettenheim-Wallburg), vier Glocken 1960 (as1, b1, c2, es2)
- Herz Jesu Kirche (Ettlingen), sieben Glocken 1956 (as0, des1, es1, f1, as1, b1, des2)
- Verklärung Christi (Feldberg), drei Glocken 1966 (a1, c2, d2)
- St. Elisabeth von Thüringen (Feldberg-Falkau), eine Glocke 1966 (d2)
- Friedenskirche (Flensburg), vier Glocken 1968 (g1, a1, b1, c2)
- St.-Ansgar-Kirche (Flensburg-Mürwik), drei Glocken ? (h1, d2, e2)
- St. Johannes Baptista (Forbach), acht Glocken 1951 (h0, cis1, dis1, fis1, gis1, ais1, h1, cis2)
- St. Johann Baptist (Forchheim (Kaiserstuhl)), zwei Glocken 1952 (g1, a1), zu zwei historischen Glocken (c2, f2).
- St. Georg (Frankenthal-Studernheim), eine Glocke 1965 (d1), zu drei Glocken von der ortsansässigen Gießerei Hamm (f1, g1, a1)
- Cantate-Domino-Kirche (Frankfurt am Main), drei Glocken 1966 (a2, c3, d3)
- St. Bonifatius (Frankfurt am Main), eine Glocke 1948 (c2), (evtl. aus der väterlichen Gießerei in Apolda), zu sechs Eisenhartgussglocken von Weule (Bockenem) 1948 (b0, c1, es1, f1, g1, b1)
- St. Leonhard (Frankfurt am Main), sechs Glocken 1956 (fis1, a1, h1, cis2, e2, fis2)
- St. Mauritius (Frankfurt am Main), insgesamt sechs Glocken, drei 1953 (dis1, fis1, gis1), 1955 (h0, h1), 1956 (cis2). Die (cis2) läutete von 1956 bis 2001 im Schwesternhaus
- St. Josef (Frankfurt-Eschersheim), fünf Glocken 1958 (c1, f1, g1, a1, c2)
- St. Bernhard (Frankfurt am Main-Nordend), eine Glocke 1964 (f1), zu drei Glocken von 1907 aus der Gießerei Hamm (Frankenthal) (b0, des1, es1)
- St. Michael (Frankfurt am Main-Nordend), vier Glocken 1964 (c1, d1, e1, f1)
- Heilig-Geist-Kirche (Frankfurt-Riederwald), vier Glocken 1956 (a1, h1, d2, e2)
- St. Mauritius (Frankfurt am Main-Schwanheim), insgesamt sechs Glocken, drei 1953 (dis1, fis1, gis1), zwei 1955 (h0, h1), eine 1956 (cis2)
- St. Johannes Apostel (Frankfurt am Main-Unterliederbach), vier Glocken 1964 (c1, es1, f1, as1)
- St. Wendel (Frankfurt am Main), vier Glocken 1958 (es1, f1, as1, b1)
- Allerheiligste Dreifaltigkeit (Frankfurt am Main-Frankfurter Berg), drei Glocken 1955 (es2, f2, as2), erste Glocke der Kirche von 1952 (ebenfalls von Friedrich Wilhelm Schilling) wurde später in Zahlung gegeben
- Freiburger Münster,[5] fünfzehn Glocken 1959 (g0, b0, c1, d1, f1, g1, a1, b1, c2, d2, f2, g2, a2, c3, d3)

- Dreifaltigkeitskirche (Freiburg im Breisgau), insgesamt fünf Glocken, zwei 1958 (d1, a1), drei 1962 (b0, f1, g1)
- Herz-Jesu-Kirche (Freiburg im Breisgau), vier Glocken 1952 (e1 fis1, a1, h1), zwei Glocken 1959 (a0, d1)
- Maria Hilf (Freiburg im Breisgau), fünf Glocken 1953 (c1, es1, f1, g1,b1)
- St. Blasius (Freiburg im Breisgau-Zähringen), fünf Glocken 1954 (e1, fis1, gis1, h1,cis2)
- St. Johann (Freiburg im Breisgau), acht Glocken 1953 (b0, des1, es1, f1,as1, b1, c2, des2)
- St. Martin (Freiburg im Breisgau), sechs Glocken 1968 (c1, d1, e1, g1, a1, c2)
- St. Michael (Freiburg im Breisgau), fünf Glocken 1960 (h0, cis1, dis1, fis1, gis1)
- St. Urban (Freiburg im Breisgau), sieben Glocken 1954 (cis1, e1, fis1, a1,h1,cis2, e2)
- St. Konrad & Elisabeth (Freiburg-Brühl), vier Glocken 1957 (es1, ges1, as1, b1)
- St. Peter und Paul (Freiburg-Kappel), zwei Glocken 1951 (c2, d2)
- St. Willibald (Freystadt-Möning), eine Glocke 1971 (f1), zu drei Glocken (g1, b1, c2)
- St. Johannes Baptist (Friedenweiler), eine Glocke 1950 (des2), zu zwei historischen Glocken (g1, b1)
- St. Leodegar (Friedenweiler-Rötenbach), vier Glocken 1956 (ges1, as1, b1, des2)
- evang. Kirche (Friedrichsdorf), zwei Glocken 1952 (e1, a1), zu einer historischen (gis1) von 1838.
- Fuldaer Dom[6] drei Glocken 1953 (gis0, dis1, e1)
- Michaelskirche (Fulda), zwei Glocken 1958 (gis1, h1), zu einer historischen (fis1) von Michael Wittwerck, Danzig (1712)
- Rosenkranzkirche (Fulda), vier Glocken 1959 (e1, fis1, gis1, h1)
- St. Elisabeth (Fulda), sechs Glocken 1963 (c1, d1, e1, f1, g1, a1)
- St. Mariä Himmelfahrt (Fürstenfeldbruck), eine Glocke 1950 (cis1), zu einer historischen Glocke (e1)
- Wilhelm-Löhe-Gedächtniskirche (Fürth-Ronhof), vier Glocken 1960 (gis1, h1, cis2, e2)
- St. Cyriak (Furtwangen im Schwarzwald), fünf Glocken 1952 (b0, d1, f1, g1, b1)
- St. Andreas (Furtwangen im Schwarzwald-Neukirch), vier Glocken 1953 (d1, f1, g1, b1)
- St. Nikolaus (Furtwangen-Schönenbach), vier Glocken 1952 (cis1, e1, fis1, gis1)
- St. Laurentius (Gaggenau-Bad Rotenfels), eine Glocke 1959 (f1), zu sechs Glocken (b0, des1, es1, ges1, as1, b1, des2) von Albert Junker, Brilon (1949)
- Wallfahrtskirche Maria Hilf (Gaggenau-Moosbronn), fünf Glocken 1957 (b1, c2, es2, f2, g2)
- St. Dionysius (Gailingen), drei Glocken 1961 (h0, dis1, h1), als Ergänzung zu zwei Glocken von Grüninger, Neu-Ulm (1950) (fis1, gis1)
- Rheingauer Dom (Geisenheim), eine Glocke 1960 (e1), zu drei historischen Glocken (cis1, d1, f1)
- St. Marien (Gemmingen), vier Glocken 1963 (f1, as1, b1, des2)
- Herz Jesu (Gernsbach-Obertsrot), vier Glocken 1950 (e1, fis1, gis1, h1)
- Bildungszentrum Hesselberg (Gerolfingen), sechs Glocken 1961 (c1, f1, g1, a1, c2, d2)
- Mariä Himmelfahrt (Gersfeld (Rhön)), vier Glocken 1964 (e1, g1, a1, h1)
- Wendelinuskapelle (Wachtküppel) (Gersfeld (Rhön)), drei Glocken 1971 (h1, cis2, e2)
- St. Nikolaus (Göggingen (Krauchenwies)), zwei Glocken 1967 (g1, c2), als Ergänzung zu zwei historischen Glocken (f1, b1)
- St. Cyriakus (Gossersweiler-Stein), zwei Glocken 1952 (g1, c2), zu einer historischen (b1) von 1478
- Kapelle Herz Jesu (Grafenhausen-Staufen), zwei Glocken 1963 (h2, d3)
- St. Michael (Grenzach-Wyhlen), vier Glocken 1957 (f1, g1, a1, c2)
- St. Marien im Buchs (Grenzach-Wyhlen), zwei Glocken 1963 (b2, d3)
- St. Georg (Grenzach-Wyhlen), fünf Glocken 1963 (d1, f1, g1, b1, c2)
- St. Walburga (Groß-Gerau), vier Glocken 1964 (b0, c1, es1, f1)
- St. Georg (Großenlüder), drei Glocken 1960 (d1, e1, d2), zu drei Glocken (g1, a1, h1) von der Gießerei Petit & Gebr. Edelbrock (1950)
- Antoniuskapelle (Großlangheim), zwei Glocken 1959 (e2, g2)
- St. Peter und Paul (Grünsfeld), drei Glocken 1952 (es1, b1, c2), zu zwei Glocken (f1, as1) von Carl Rosenlächer, Konstanz (1862)
- St. Laurentius (Grünsfeld-Paimar), drei Glocken 1955 (h1, cis1, e2), zu einer historischen (h2), gegossen um 1200.
- Achatiuskapelle (Grünsfeldhausen), zwei Glocken 1957 (c2, f2), zu einer (a2) aus dem 15. Jhdt.
- St. Simon und Judas (Gurtweil), zwei Glocken, ⁷1959
- St. Katharina (Gütenbach), fünf Glocken 1965 (es1, f1, g1, b1, c2)
- Heilige Dreifaltigkeit (Hagelstadt), vier Glocken 1970 (e1, gis1, h1, cis2), zu einer historischen (e2), Gussjahr unbekannt
- Gustav-Adolf-Stabkirche (Hahnenklee), zwei Glocken 1958 (h1, d2), ursprünglich hatte Schilling ein Carillon für seine Werkstatt vorgesehen, doch da er vor dessen Vollendung starb, konnte es aus dem Nachlass erworben werden
- St. Michael (Halblech-Bayerniederhofen), vier Glocken 1952 (cis1, e1, fis1, gis1)
- Hauptkirche Sankt Katharinen (Hamburg), vier Glocken 1957 (c1, e1, g1, a1), zu einer (f0) von 1626[7]
- St. Annen (Hamburg), vier Glocken 1958 (fis1, a1, h1, d2)
- Frohbotschaftskirche (Hamburg-Dulsberg), drei Glocken 1958 (es1, f1, b1), zu einer (as1) von Franz Schilling Söhne, Apolda (1935)
- Erlöserkirche (Hamburg-Farmsen-Berne), vier Glocken 1959 (g1, a1, c2, d2)
- Herz-Jesu Kirche (Hamburg-Hamm), drei Glocken 1955 (g1, b1, h1)
- Pauluskirche (Hamburg-Hamm), drei Glocken 1955 (a1, c2, d2)
- Hauptkirche St. Nikolai (Hamburg-Harvestehude), fünf Glocken 1962 (g0, a0, c1, d1, e1)
- St. Markus (Hamburg-Hoheluft), eine Glocke 1969 (g1), zu zwei vorhandenen Glocken (a1, cis2)
- Christ-König-Kirche (Hamburg-Lokstedt), fünf Glocken 1955 (g1, b1, c2, d2, f2)
- Mariä Himmelfahrt (Hamburg-Rahlstedt), drei Glocken 1959 (gis1, h1, cis2)
- Adventskirche (Hamburg-Schnelsen), drei Glocken 1956 (f1, as1, b1)
- Lutherkirche (Hamburg-Wellingsbüttel), fünf Glocken 1958 (f1, as1, b1, des2, es2)
- Matthäuskirche (Hamburg-Winterhude), eine Glocke 1952 (h1), zu zwei Glocken (fis1, a1)
- Friedhofskapelle (Hammelburg), zwei Glocken 1964 (d2, f2)
- St. Wendelin (Hammelburg-Feuerthal), drei Glocken 1963 (f1, as1, es2), zu zwei Glocken, eine 1516 (b1) Hans Neuber (Würzburg), eine 1934 (c2) Otto (Bremen-Hemelingen)
- St. Martin (Hammelburg-Untererthal), eine Glocke 1955 (a1), als Ergänzung zu drei historischen Glocken (f1, c2, d2)
- Maria Hilfe der Christen (Hanau-Steinheim), sieben Glocken 1959/60 (gis0, h0, cis1, e1, fis1, gis1, h1)
- St. Johann Baptist (Hanau-Steinheim), eine Glocke 1957 (fis1), zu zwei historischen Glocken (gis1, a1)
- St. Pankratius (Hankensbüttel), zwei Glocken 1966 (fis1, gis1), zu vier historischen (dis1, dis2, eis2, e3)
- St. Marien (Hankensbüttel-Isenhagen), zwei Glocken 1953 (gis2, ais2), zu zwei historischen (fis2, cis3)
- Athanasiuskirche (Hannover), vier Glocken 1964 (f1, g1, a1, c2), befinden sich jetzt in der Kreuzkirche in Anklam
- Auferstehungskirche (Hannover), vier Glocken 1963 (fis1, gis1, h1, cis2)
- Gnadenkirche zum Heiligen Kreuz, Hannover, sieben Glocken 1962 (fis1, a1, h1, d2, e2, fis2, a2)
- Henriettenstiftung, Hannover, 49 Glocken (Carillon) 1960
- Herrenhäuser Kirche (Hannover) vier Glocken 1967 (g1, a1, h1, d2), zu zwei Bochumer-Verein-Glocken von 1922 (h0, d1)
- Kreuzkirche (Hannover), vier Glocken 1961 (e1, gis1, h1, cis2)
- Marktkirche St. Georgii et Jacobi (Hannover), fünf Glocken 1951 (h0, d1, fis1, a1, cis2), zwei Glocken 1959 (e1, h1), eine Glocke 1960 (e0), größte gegossene Glocke von Friedrich Wilhelm Schilling.

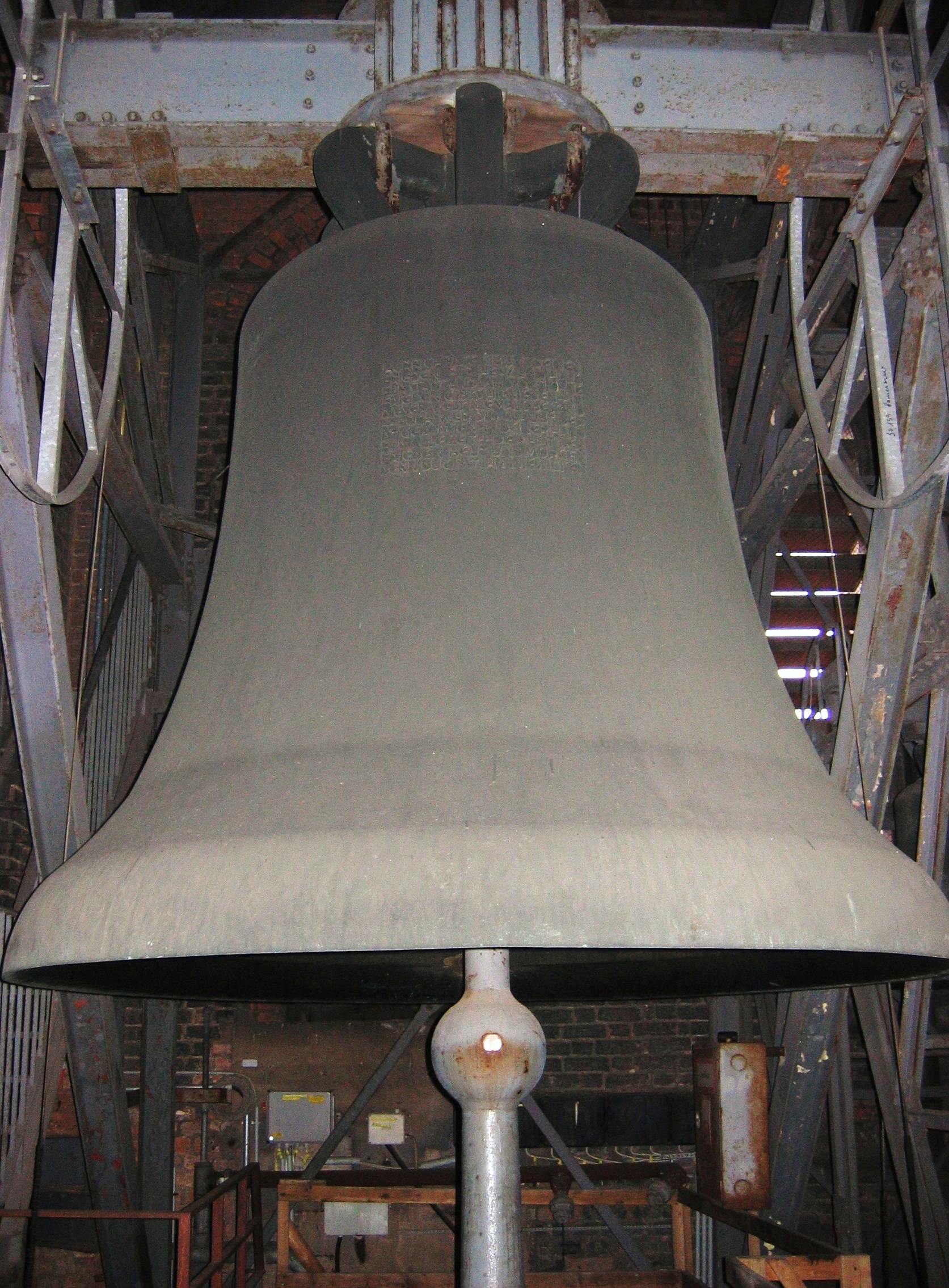
Marktkirche Hannover: Christusglocke, 10360 kg

- St.-Johannis-Kirche (Hannover-Bemerode), vier Glocken 1962 (a1, c2, d2, e2)
- Melanchthonkirche (Hannover)-Bult, vier Glocken 1961 (fis1, a1, h1, cis2)
- Simeonkirche (Hannover), vier Glocken 1967 (a1, d2, e2, g2)
- Zachäuskirche (Hannover-Burg), drei Glocken 1967 (g1, c2, d2)
- St. Martin (Hannover-Linden), drei Glocken 1959 (as1, b1, des2), zu einer historischen (f1) von 1483.
- St. Peter und Paul (Hartheim am Rhein), vier Glocken 1960 (f1, as1, b1, c2)
- St. Arbogast (Haslach im Kinzigtal), fünf Glocken 1954 (h0, d1, e1, fis1, a1)
- Christuskirche (Haßloch), drei Glocken 1949 (gis0, h0, cis1), eine Glocke 1965 (dis1)
- St. Josef (Hausen im Wiesental), vier Glocken 1953 (gis1, h1, cis2, e2)
- Evangelische Kirche (Heddesheim), zwei Glocken 1949 (c1, es1), zu einer historischen (f1) von 1872
- Kirche Mariae Himmelfahrt (Heideck), eine Glocke 1952 (fis1), zu zwei Glocken von der Gießerei Hamm aus Frankenthal (gis1, h1) von 1911
- St. Martin (Heideck), zwei Glocken 1952 (e2, g2)
- Maria-Hilf-Kapelle (Heideck-Laffenau), eine Glocke 1953 (gis2)
- Auferstehungskirche (Heidelberg), insgesamt sechs Glocken, fünf 1950 (f1, g1, b1, c2, d2), eine 1963 (d1)
- Jesuitenkirche (Heidelberg), insgesamt neun Glocken, 1959 sieben Glocken (des1, es1, f1, ges1, as1, b1, des2), zwei Glocken 1980 (es2, f2) Heidelberger Glockengießerei, zu einer (b0) von 1874
- St. Vitus und St. Georg (Heidelberg-Handschuhsheim), vier Glocken 1951 (e1, g1, d2, e2), zu einer historischen (g1) von 1791, einer (h1) von Bachert 1921 und einer (a1) von Bachert 2015
- Providenzkirche (Heidelberg), fünf Glocken 1955 (f1, as1, b1, des2, es2)
- St. Bonifatius (Heidelberg), eine Glocke 1952 (b1), zu vier vorhandenen Glocken (b0, d1, f1, g1) vom Bochumer Verein (1922)
- St. Marien (Heidelberg), sechs Glocken 1964 (c1, es1, f1, as1, b1, c2)
- St. Raphael (Heidelberg), vier Glocken 1954 (fis1, gis1, h1, cis2), zu einer (e1) von 1904
- Lutherkirche (Heidelberg-Bergheim), fünf Glocken ? (g1, b1, c2, d2, es2)
- St. Bartholomäus (Heidelberg-Wieblingen), drei Glocken 1951 (b1, des2, es2), ursprünglich sechs Glocken für die alte Bartholomäus-Kirche
- Münster Heilsbronn, drei Glocken 1952 (fis1, h1, d2)
- Liebfrauenkirche (Heilsbronn), vier Glocken 1961 (g1, a1, c2, d2)
- St. Johannes der Täufer (Helmbrechts), drei Glocken 1957 (gis1, h1, cis2), zu einer (e1) von 1845
- St. Peter (Heppenheim), vier Glocken 1951 (b0, f1, g1, b1), zu einer (d1) von 1732
- Heilig-Geist-Kirche (Heppenheim), drei Glocken 1951 (g1, b1, c2)
- St. Vinzenz (Heppenheim), drei Glocken 1951 (c2, d2, f2)
- Wallfahrtskirche St. Michael (Heppenheim-Hambach), zwei Glocken 1953 (fis1, a1), zu einer (h1) von Otto (Bremen-Hemelingen) 1898
- Ev. Kirche (Herleshausen-Altefeld), zwei Glocken 1965 (e2, fis2)
- Glockenmuseum in der Stiftskirche in Herrenberg, Angelusglocke 1962[8] (Nominal: c2+5, ⌀ 77 cm, 310 kg),
- Jakobskirche (Herxheim am Berg), zwei Glocken 1951 (f1, as1), zu einer (c2) von Schilling aus Apolda 1934 (bekannt als Hitler-Glocke von Herxheim)
- Stiftskirche St. Johannis (Hessisch Oldendorf-Fischbeck), drei Glocken 1955 (as1, b1, es2), eine Glocke 1959 (f2)
- St. Peter (Hettenleidelheim), sechs Glocken 1952 (f1, g1, b1, c2, d2, f2)
- Hildesheimer Dom[9], fünf Glocken 1960 (f0, b0, c1, es1, f1)
- St. Lamberti (Hildesheim), zwei Glocken 1952 (g1, b1)
- Martin-Luther-Kirche (Hildesheim), eine Glocke 1962 (a1), zu drei Bochumer Verein Glocken von 1953 (c1, e1, g1)
- Michaeliskirche (Hildesheim), drei Glocken 1950 (a1 c2, e2), drei Glocken 1952 (d2, f2, g2), zwei Glocken 1965 (g1, h1), eine Glocke 1971 (e1). Die letztere Glocke wurde bei ihm noch in Auftrag gegeben und die Form noch zu seinen Lebzeiten fertiggestellt. Doch da Schilling am 6. Juni des Jahres verstarb, wurde der Guss von Karl Stumpf ausgeführt. Es handelt sich um die erste Glocke in Heidelberg, die von Karl Stumpf gegossen wurde.
- Pauluskirche (Hildesheim-Himmelsthür), insgesamt fünf Glocken, vier 1959 (as1, b1, des2, es2), eine 1967 (f1)
- Mariae Verkündigung (Hilpoltstein-Hofstetten), zwei Glocken 1964 (cis2, e2)
- Maria in der Zarten (Hinterzarten), fünf Glocken 1957 (f1, g1, a1, c2, d2), zu einer historischen (a1) von 1645.
- Saint-Jean-le-Baptiste (Hirsingue (Frankreich)), vier Glocken 1971 (f1, g1, b1, d2), zu einer Glocke (c1) von 1930, zwei Glocken (b0, d1) von 1863
- St. Georg (Hockenheim), drei Glocken 1950 (dis1, fis1, gis1), eine Glocke 1952 (h0), zu einer Glocke von 1911 (h1)
- Hugenottenkirche (Hofgeismar-Friedrichsdorf), zwei Glocken 1950 (d1, g1), zu einer (f1) von 1836
- St. Bartholomäus (Hohenroth-Leutershausen), zwei Glocken 1961 (c2, es2)
- St. Maria (Hohentengen am Hochrhein), vier Glocken 1956 (e1, g1, a1, h1)
- St. Martin (Hohnhorst), eine Glocke 1951 (a1), zu einer historischen (g1) aus dem 17. Jahrhundert
- Christus Epheta (Homberg (Efze)), vier Glocken 1961 (f1, g1, b1, c2)
- St. Andreas Homburg, vier Glocken 1952 (d1, f1, g1, a1)
- Zur Mutterschaft Mariens (Marienkirche) (Hösbach-Bahnhof), vier Glocken 1968 (des1, ges1, as1, b1)
- Christuskirche (Höchstadt an der Aisch), zwei Glocken 1962 (gis1, ais1)
- St. Michael (Höchenschwand), vier Glocken 1958 (f1, as1, b1, des2)
- St. Ägidien-Kirche (Hülsede), eine Uhrglocke 1952 (cis2)
- Protestantische Kirche (Hütschenhausen), zwei Glocken 1951 (es2, g2), zu drei Bochumer Verein-Glocken von 1951 (g1, b1, c2)
- St. Wendelin (Immendingen-Hintschingen), zwei Glocken 1963 (f2, as2)
- Pfarrkirche St. Georg und Cyrill (Ibach), eine Glocke 1971 (f2), zu zwei vorhandenen Glocken (c2, as2)
- Herz Jesu (Ingolstadt), fünf Glocken 1965
- Münster Zur Schönen Unserer Lieben Frau (Ingolstadt), drei Glocken 1956 (d1, f1, c2), zu vier historischen Glocken (c1, g1, a1, d2)
- St. Augustin (Ingolstadt), fünf Glocken 1961 (e1, g1, a1, h1, d2)
- St. Josef (Ingolstadt), sechs Glocken 1963 (cis1, e1, fis1, gis1, h1, cis2)
- St. Moritz (Ingolstadt), vier Glocken 1956 (h0, fis1, a1, h1), zu einer historischen (d1) von 1642. Erweiterung: 1991 eine (e1) von der Glockengießerei Metz (Karlsruhe)
- St. Pius (Ingolstadt), fünf Glocken 1963 (d1, e1, g1, a1, h1)
- St. Marien (Isenbüttel), drei Glocken 1958 (g1, b1, c2)
- St. Marien (Isernhagen), zwei Glocken 1953 (gis2, ais2), zu zwei historischen Glocken (fis2, cis3)
- St. Maria (Isny im Allgäu), vier Glocken 1950 (es1, f1, as1, b1), zu einer (des1) von 1903
- St. Remigius (Isny im Allgäu-Rohrdorf), drei Glocken 1950 (e1, fis1, a1) zu einer historischen und seltenen Glocke von der Gießerei Zoller aus Biberach (cis1) von 1883
- St. Michael (Ittlingen), drei Glocken 1960 (as1, b1, des2)
- St. Cyprian und Justina, Kappel am Rhein, fünf Glocken 1955 (es1, ges1, as1, b1, des2)[10]
- St. Marien (Karlsbad-Spielberg), eine Glocke 1950 (es2)
- St. Stephan (Karlsruhe), insgesamt sieben Glocken, vier 1951 (des1, f1, as1, b1), 1953 eine Glocke (ges1), 1966 zwei Glocken (ges0, es1), zu einer (b0) von 1866. Ergänzung vier Glocken 1987 (des2, es2, f2, as2) von der Karlsruher Glockengießerei
- St. Johannes (Karlsruhe-Durlach), eine Glocke 1964 (g2)
- Karlskirche (Kassel), vier Glocken 1956 (b1, c2, es2, g2)
- Sankt Elisabeth (Kassel), vier Glocken 1959 (c1, es1, f1, g1)
- St.-Markus-Kirche (Kelsterbach), vier Glocken 1968 (e1, g1, a1, h1)
- St. Laurentius (Kenzingen), eine Glocke 1953 (b1), zu vier historischen Glocken (es1, f1, as1, a2)
- St. Sebastian (Ketsch), eine Glocke 1964 (g0), zu drei Bochumer Verein-Glocken von 1921 (h0, d1, f1)
- Lutherkirche (Kiel), zwei Glocken 1963 (d1, e1)
- Pauluskirche (Kiel), zwei Glocken 1964 (dis1, fis1), zu einer historischen (gis1) von 1659
- St. Ottmar (Kinding-Enkering), zwei Glocken 1957 (b1, des2), zu zwei historischen Glocken (as1, as2)
- St. Ägidius (Kirchardt), zwei Glocken 1951 (c2, es2)
- Heilig-Kreuz-Kirche, (Kipfenberg-Schambach), zwei Glocken
- St. Johannes (Kitzingen), eine Glocke 1962 (fis0), zu vier historischen Glocken (d1, fis1, gis1, a1)
- St. Vinzenz (Kitzingen), fünf Glocken 1961 (f1, g1, b1, c2, d2)
- St. Laurentius (Kitzingen-Repperndorf), eine Glocke 1960 (e2), zu einer (g2) von 1921
- St. Peter und Paul (Klettgau-Grießen), insgesamt fünf Glocken, vier 1951 (d1, f1, g1, b1), eine 1958 (b0)
- St. Nikolaus (Kohlberg), drei Glocken 1953[11] (g1, b1, d2)
- St. Bartholomäus (Kolitzheim-Stammheim), drei Glocken 1965 (as1, b1, c2), zu einer historischen (f1) von 1514
- St. Hubertus (Köln-Flittard), vier Glocken 1960 (gis1, h1, dis2, e2), zu einer historischen (cis2) von 1530
- St. Joseph (Köln-Porz), fünf Glocken 1955 (d1, f1, g1, a1, c2)
- Kaiserdom St. Peter und Paul (Königslutter), eine Glocke 1958 (h1), zu zwei historischen Glocken (fis1, gis1)
- Stadtkirche St. Sebastian und Fabian (Königslutter am Elm), drei Glocken 1959 (cis1, e1, fis1)
- St. Lorenzkirche (Königslutter-Groß Steinum), eine Glocke 1960 (gis1), zu einer (h1) von der Glockengießerei Radler, Hildesheim (1887)
- Konstanzer Münster, Klangbeispiel Marienglocke zwölf Glocken 1966 (gis0, cis1, dis1, fis1, gis1, ais1, h1, cis2, dis2, fis2, gis2 ,h2)

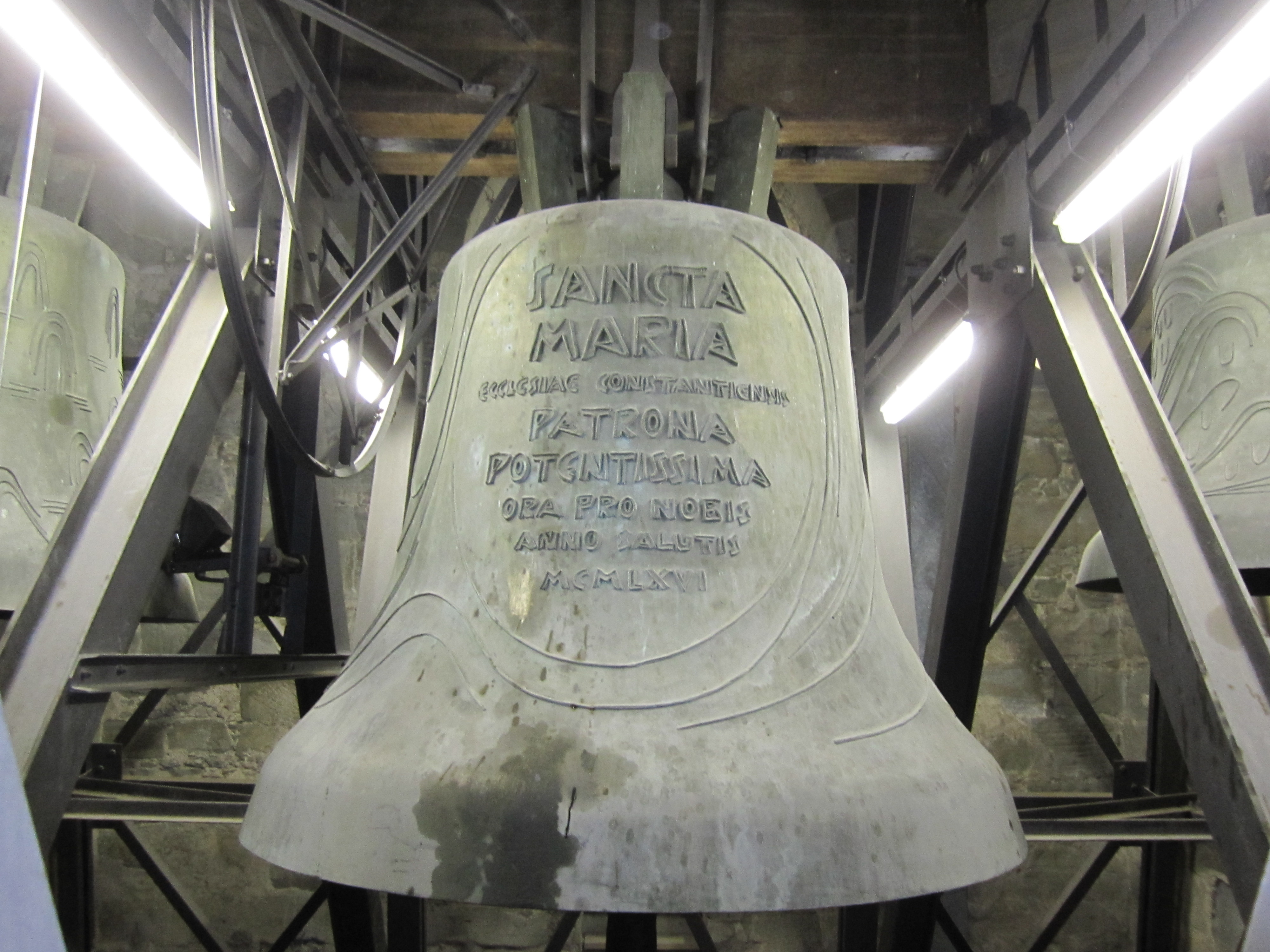
Konstanzer Münster: Glocke Sancta Maria, 8340 kg

- St. Gebhard (Konstanz), insgesamt vier Glocken, zwei 1951 (c1, es1), eine 1954 (as1), zu einer (f1) von der Gießerei Grüninger aus Villingen
- St. Georg (Krautheim-Klepsau), vier Glocken 1955 (e1, fis1, gis1, h1)
- St. Michael-Kirche (Kronach-Gehülz), zwei Glocken 1961 (f2, as2)
- St. Laurentius (Kronau), vier Glocken 1955 (f1, as1, b1, c2)
- Lukaskirche (Kunreuth), vier Glocken 1968 (g1, b1, c2, d2)
- Maria Königin (Kürnbach), drei Glocken 1968 (b1, c2, es2)
- Immanuelkirche (Laatzen), insgesamt vier Glocken, eine 1959 (f1), zwei 1960 (as1, b1), eine 1961 (es1)
- St. Gallus (Ladenburg), eine Glocke 1957 (ces2), zu fünf historischen Glocken (es1, ges1, as1, d2, es2)
- Mariä Verkündigung (Lampertheim), fünf Glocken 1961 (e1, fis1, a1, h1, cis2)
- Heilig-Geist-Kirche (Landstuhl), vier Glocken 1962 (c1, es1, f1, g1)
- St. Jakobus (Lauda), insgesamt vier Glocken, drei 1952 (h1, cis2, dis2), eine 1959 (gis1)
- St. Mauritius (Lauda-Königshofen), sechs Glocken 1956 (c1, es1, g1, b1, c2, d2)
- St. Marien Rosenkranzkönigin (Laufenburg-Rhina), drei Glocken 1959 (g1, b1, d2)
- St. Bartholomäus (Laumersheim), vier Glocken 1967 (e1, g1, a1, h1)
- St. Peter (Leimen-Gauangelloch), vier Glocken 1950 (b1+6, des2+6, es2+6, f2+7)[12]
- St. Gertrud (Leimersheim), 1962
- Evangelische Kirche (Lengede-Broistedt), eine Glocke 1953 (f1), zu einer (as1) von 1732
- St. Gallus (Lenzkirch-Kappel), vier Glocken 1954 (e1, g1, a1, h1)
- St. Johann (Lenzkirch-Saig), vier Glocken 1955 (d1, f1, g1, b1), zu zwei historischen Glocken (d2, d3)
- St. Stephanus (Leutkirch im Allgäu-Herlazhofen), fünf Glocken 1954 (cis1, e1, fis1, a1, h1)
- Christus König (Leverkusen-Küppersteg), drei Glocken 1958 (cis1, e1, fis1)
- Heilig Kreuz (Lichtenau (Baden)), zwei Glocken 1950 (g1, b1), zu einer (d2) von 1925 (Gebr. Bachert, Karlsruhe)
- St. Bonifatius (Limburgerhof), vier Glocken 1955 (es1, f1, g1, b1)
- Marienkapelle (Linsengericht-Eidengesäß), vier Glocken 1953 (c2, es2, f2, g2)
- Herz-Jesu-Kirche (Lobbach-Lobenfeld), drei Glocken 1958 (g1, b1, c2)
- Klosterkirche St. Maria (Lobbach-Lobenfeld), eine Glocke 1955 (d2), zu einer (f2) von Bachert, Karlsruhe (1925)
- Kirche zum barmherzigen Samariter (Lohnde), drei Glocken 1964 (cis2, dis2, fis2)
- St. Michael (Lohr am Main), vier Glocken 1956 (h0, cis1, fis1, gis1), zu zwei historischen (e1, h1)
- St. Martin (Lorch), drei Glocken 1960[13][14] (b0 / 4182 kg / ⌀ 1815 mm, f1 / 1346 kg / ⌀ 1254 mm, g2 / 918 kg / ⌀ 1107 mm)
- St. Fridolin (Lörrach), vier Glocken 1951 (e1, g1, a1, h1), zu einer (d2) von 1920
- Pfarrkirche St. Fridolin (Löffingen-Reiselfingen), vier Glocken 1955 (dis1, fis1, gis1, h1)
- Michaeliskirche (Ludwigsburg), drei Glocken 1951 (fis1, h1, d2), zu einer (a1) von 1780
- Friedenskirche (Ludwigshafen), sechs Glocken 1962 (es1, ges1, as1, ces2, des2, es2)
- Maria Königin-Kirche (Ludwigshafen-Edigheim) fünf Glocken 1967 (d1, f1, g1, a1, c2)
- St. Josef (Ludwigshafen-Friesenheim) fünf Glocken 1957 (b0, des1, f1, as1, b1)
- St. Bonifaz (Ludwigshafen), vier Glocken 1960 (des1, f1, as1, b1)
- Marienkirche (Lübeck), Pulsglocke 1951 (ges0), erste Großglocke von Friedrich Wilhelm Schilling

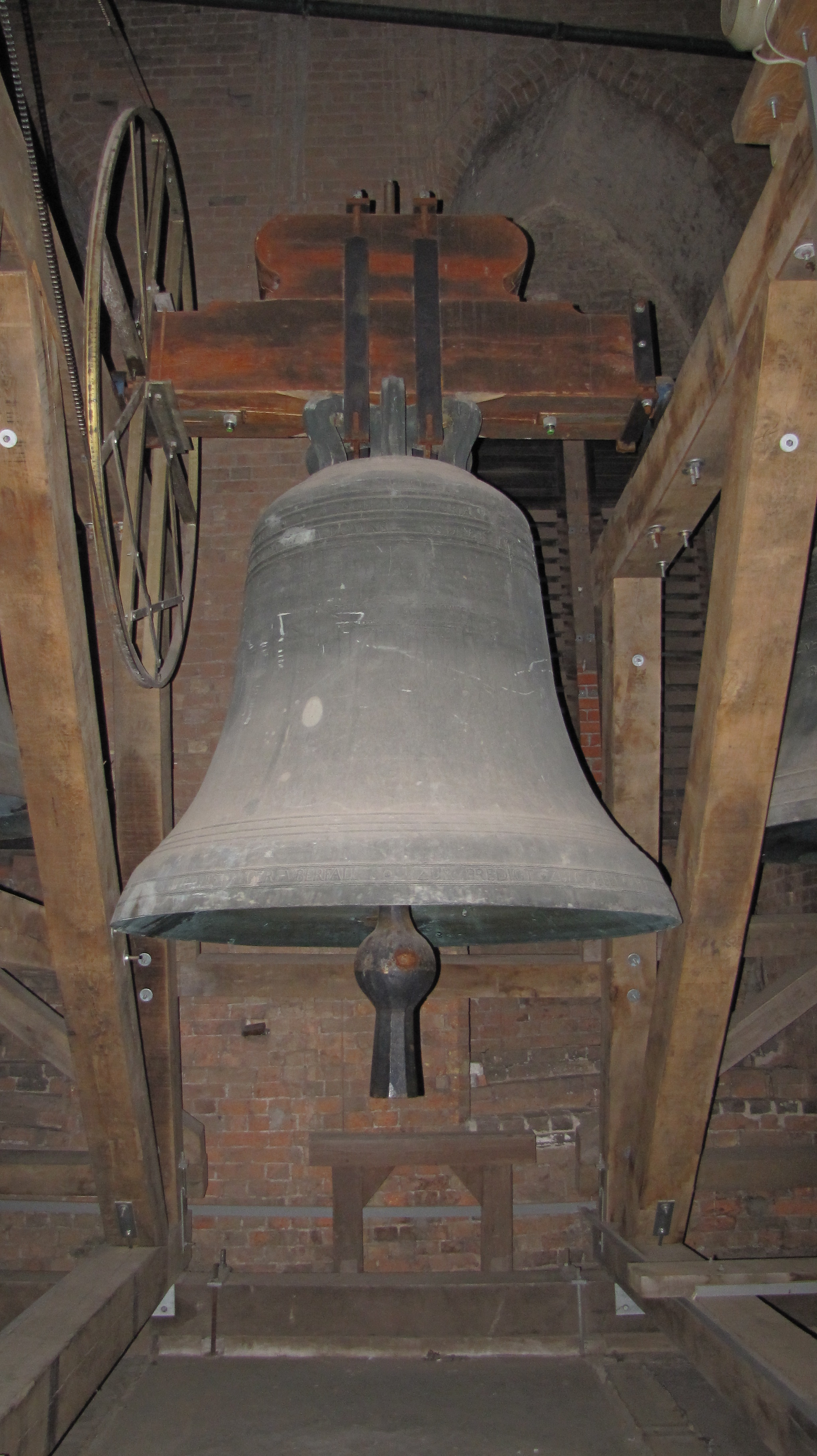
Pulsglocke

- St. Markus (Lübeck), zwei Glocken 1954 (d2, f2)
- Friedhof Waldhusen (Lübeck-Kücknitz), eine Glocke 1950 (c2)
- St.-Johannes-Kirche (Lübeck-Kücknitz), eine Glocke 1950 (a1), zu einer vorhandenen (cis2)
- Kreuzkirche (Lübeck-St. Jürgen), eine Glocke 1971 (b1)
- St. Georg (Lübeck-Travemünde), drei Glocken 1966 (g1, b1, c2)
- St. Martin (Lühnde), zwei Glocken 1958 (fis1, a1), zu zwei historischen Glocken (e1, f2)
- Christuskirche (Mainleus), drei Glocken 1953 (dis1, fis1, gis1)
- Mainzer Dom → Liste der Glocken des Mainzer Doms
- Johanneskirche (Maikammer), zwei Glocken 1949 (e1, gis1)
- Kathedrale von Manila (Manila-Philippinen), sieben Glocken 1958 (as0, c1, es1, f1, as1, b1, c2), es dürfte sich um Schillings weitesten Export handeln
- Erlöserkirche (Mannheim-Seckenheim), vier Glocken 1965 (g1, a1, c2, d2)
- Jesuitenkirche (Mannheim), Klangbeispiel
- Heilig-Geist-Kirche (Mannheim), drei Glocken 1958 (as1, b1, c2)
- Maria-Hilf-Kirche (Mannheim), eine Glocke 1971 (e1)
- St. Bernhard (Mannheim-Neckarstadt), sechs Glocken 1965 (ges1, as1, b1, des2, es2, f2)
- St. Sebastian (Mannheim), Glockenspiel 23 Glocken (d2-d4)
- Schlosskirche (Mannheim), Geläut am Sonntag eine Glocke 1956 (fis2), zu zwei Glocken (h1, dis2) von 1731
- St. Bonifatius (Mannheim-Friedrichsfeld), vier Glocken 1953 (e1, g1, a1, c2)
- St. Bonifatius (Mannheim-Neckarstadt), sechs Glocken 1958 (as0, b0, des1, f1, as1, b1)
- St. Franziskus (Mannheim), sechs Glocken 1954/55 (cis1, e1 ,gis1, h1, cis2, dis2)
- St. Antonius (Mannheim), fünf Glocken 1960 (cis1, e1, fis1, gis1, a1)
- St.-Aegidius-Kirche (Mannheim), fünf Glocken 1952 (es1, ges1, as1, b1, des2)
- St.-Hildegard-Kirche (Mannheim), fünf Glocken 1964 (es1, ges1, b1, des2, es2)
- St. Konrad (Mannheim), zwei Glocken 1953 (h1, d2), zu einer historischen (e2) von Lucas Speck, Heidelberg (1817)
- St. Laurentius (Mannheim-Käfertal), fünf Glocken 1955 (fis1, gis1, h1, cis2, dis2)
- St. Pankratius (March-Holzhausen), vier Glocken 1960 (e1, g1, a1, h1)
- St. Gallus (March-Hugstetten), vier Glocken 1965 (e1, fis1, gis1, h1)
- St. Nikolaus (Markdorf), sieben Glocken 1967 (cis1, e1, fis1, gis1, h1, cis2, dis2)
- St. Sigismund (Markdorf-Hepbach), zwei Glocken 1965 (cis2, fis2), zu zwei historischen Glocken (h1, dis2) von 1853 und 1692
- St. Josef (Marktheidenfeld), fünf Glocken 1967 (c1, es1, g1, b1, c2)
- St. Martin (Masevaux), vier Glocken 1969 (as0, c1, es1, as1), zu einer (f1) von 1899
- St. Bartholomäus (Mauer), vier Glocken 1953 (gis1, h1, cis2, dis2)
- St. Martin (Meckesheim), vier Glocken 1964 (e1, gis1, h1, cis2)
- St. Konrad von Parzham (Mehlbach (Pfalz), drei Glocken 1968 (c2, es2, f2)
- St. Urbanus (Mehle), zwei Glocken 1954 (a1, h1), als Ergänzung zu einer (fis1) von 1689
- St. Martin (Meßkirch), drei Glocken 1950 (ais1, dis1, gis1), zu drei historischen Glocken (cis1, fis1, h1)
- Stadtkirche zu unserer lieben Frau (Merkendorf), eine Glocke 1949 (as1), zu einer historischen (f1) von 1710.
- Johanneskirche (Michelau in Oberfranken), fünf Glocken 1954 (des1, f1, as1, b1, des2)
- St. Jakobus (Miltenberg), sechs Glocken 1954 (gis0, h0, dis1, fis1, gis1, ais1)
- St. Lambertus (Mingolsheim), drei Glocken 1950 (es1, ges1, b1), zu einer (des2) von Bachert, Karlsruhe (1922)
- St. Johannes der Täufer (Monheim-Rehau), drei Glocken 1970 (h1, d2, e2)
- Liebfrauenkirche (Moringen), drei Glocken 1959 (d1, a1, c2)
- St. Blasii und Marien (Moringen-Fredelsloh), eine Glocke 1958 oder 1959 (fis1), zu zwei historischen (a1, h1)
- St. Maria (Tempelhaus) (Mosbach-Neckarelz), drei Glocken 1965 (c2, es2, f2),
- St. Walburga (Muhr am See), vier Glocken 1963 (b1, des2, es2, f2)
- Evangelische Kirche (Mutterstadt), zwei Glocken 1952 (h1, dis2), zu drei Bochumer Verein-Glocken von 1952 (dis1, fis1, gis1)
- St. Josef (Mühlhausen), vier Glocken 1964 (a1, h1, d2, e2)
- St. Markus (Mühlheim am Main), eine Glocke 1963 (fis1), zu drei Glocken (d1, e1, a1) von der Gießerei Hamm, Frankenthal (1902)
- St. Elisabeth (Mülheim an der Ruhr), fünf Glocken 1959 (fis1, a1, h1, d2, e2)
- St. Mariae Geburt (Mülheim an der Ruhr), sieben Glocken 1957 (gis0, h0, cis1, dis1, fis1, gis1, ais1)
- Auferstehungskirche (München), zwei Glocken 1953 (as1, b1), zu einer (f1) von 1931 aus der Gießerei Schilling (Apolda). 1959 kam eine (des1) aus der Gießerei Karl Czudnochowsky (Erding) hinzu
- Maria Heimsuchung (München), insgesamt drei Glocken , zwei 1953 (f1, g1), eine 1957 (d1), zu einer (b1) von Franz Schilling, Apolda (1934)
- St. Matthäus (München), fünf Glocken 1955 (g0, c1, d1), 1964 (b1, a1), als Ergänzung zu zwei Glocken von 1830 (e1, g1)
- St. Markus (München), fünf Glocken 1957 (h0, dis1, fis1, gis1, h1)
- St. Josef (Neckarbischofsheim-Untergimpern), drei Glocken 1963 (g1, h1, d2)
- Kloster Amelungsborn, (Negenborn), drei Glocken, 1960er Jahre
- Mariä Namen (Nennslingen), insgesamt zwei Glocken, eine 1966 (cis2), eine 1967 (e2)
- St. Franziskus (Neuendettelsau), vier Glocken (a1, h1, d2, e2)
- Zum Heiligen Kreuz (Neu-Isenburg), drei Glocken 1962 (d2, f2, g2)
- St. Josef (Neu-Isenburg), vier Glocken 1954 (es1, ges1, as1, b1)
- St. Adalbert (Neukirchen (Knüll), zwei Glocken 1962 (g1 und a1)
- St. Nikolaus (Neulußheim), insgesamt drei Glocken, zwei 1963 (b1, c2), eine 1970 (g1), bis 1970 vierstimmig (g1, b1, c2, f2)
- Christuskirche (Neumarkt in der Oberpfalz), vier Glocken 1952 (gis1, h1, cis2, e2)
- Hofkirche (Neumarkt in der Oberpfalz), zwei Glocken 1957 (cis1, h1), zu drei Glocken (e1, fis1, a1) von Karl Czudnochowsky, Erding (1950)
- St. Willibald (Neumarkt in der Oberpfalz), drei Glocken 1969 (g1, h1, c2)
- Martin-Luther-Kirche (Neustadt a. d. Weinstraße-Winzingen), fünf Glocken 1965 (d1, f1, g1, b1, d2)
- Liebfrauenkirche (Niefern-Öschelbronn), vier Glocken 1956 (g1, b1, c2, es2)
- St. Bartholomäus (Nordhalben), drei Glocken 1964 (f1, as1, b1)
- St.-Dionysius-Kirche (Nordstemmen-Adensen), zwei Glocken 1977 (f1, as1)
- Friedenskirche (Nürnberg), zehn Glocken 1959 (h0, cis1, dis1, e1, fis1, gis1, h1, cis2, e2, fis2), zu einer (fis0) von Franz Schilling Söhne, Apolda (1928)
- St. Lorenz (Nürnberg), insgesamt dreizehn Glocken, sieben Glocken 1953 (h0, fis1, a1, h1, d2, e2, fis2), Zimbelgeläut 1954 (a2, h2, cis3, e3, fis3), eine Glocke (neue Silberglocke) 1960 (d3), zu drei historischen (d1, e1, gis1)
- Friedhofskirche St. Johannis (Nürnberg), drei Glocken 1959 (cis2, h2, gis2)
- St. Jobst (Nürnberg), drei Glocken 1951 (b1, des2, es2)
- St. Sebald (Nürnberg-Altenfurt), vier Glocken 1957 (fis1, a1, h1, cis2)
- St. Walburga (Nürnberg-Eibach), vier Glocken 1957 (f1, as1, b1, c2)
- St. Wunibald (Nürnberg-Falkenheim), eine Glocke 1956 (e2)
- St. Marien (Nürnberg-Katzwang), vier Glocken 1970 (g1, b1, c2, d2)
- St. Rupert (Nürnberg-Kettelersiedlung), drei Glocken 1954 (b1, c2, d2)
- Maria Königin-Kirche (Nürnberg-Kornburg), drei Glocken 1967 (a1, h1, cis2), zu einer (fis1) vom Bochumer Verein (1924)
- Philippuskirche (Nürnberg-Reichelsdorf), eine Glocke 1963 (e1), acht Glocken 1964 (fis1, gis1, h1, cis2, fis2, ais2, cis3, dis3)
- Versöhnungskirche (Nürnberg-Schniegling), zwei Glocken 1953 (c2, d2)
- St. Michael (Nürnberg-St. Johannis), vier Glocken 1959 (dis1, fis1, gis1, ais1)
- Stephanuskirche (Oberasbach-Unterasbach), drei Glocken 1965 (a1, c2, d2)
- St. Cyriak (Obergimpern), vier Glocken 1953 (c2, es2, f2, as2)
- Herz-Jesu-Kirche (Obertshausen), vier Glocken 1954 (es1, f1, as1, b1)
- St. Crutzen (Oberursel-Weißkirchen), insgesamt vier Glocken, drei 1953 (as1, b1, c2), eine 1962 (f1)
- Schlosskirche (Obrigheim-Mülheim an der Eis), vier Glocken 1961 (as1, c2, es2, f2), zu einer (f1) von Karl Hamm/Frankenthal 1914
- Evangelische Kirche (Oestrich-Winkel-Mittelheim), sechs Glocken 1961 (d2, f2, g2, a2, c3, d3)
- St. Paul (Offenbach am Main), vier Glocken 1956/57 (cis1, cis1, fis1, gis1)
- Benediktinerkloster Unserer Lieben Frau (Ostrach-Habsthal), drei Glocken 1960 (d2, e2, g2), als Ergänzung zu einer historischen (ges2) aus dem 14. Jahrhundert
- Mauritiuskapelle (Ostrach-Waldbeuren), eine Glocke 1959 (a2)
- St. Cäcila (Östringen), fünf Glocken 1966 (b0, des1, f1, as1, b1), zu zwei Glocken (es1, ges1) von 1709.
- St. Jakobus (Östringen-Eichelberg), zwei Glocken 1955 (a1, c2), zu einer (d2) von Benjamin Grüninger, Villingen (1925)
- St. Cyriak (Ottersweier-Unzhurst), fünf Glocken 1950 (ges1, as1, b1, des2, es2)
- Kapelle St. Rochus (Ottersweier), zwei Glocken 1950 (f2, as2)
- St. Jakobus (Ornbau), zwei Glocken 1968 (g1, c2), zu drei historischen Glocken (b1, d2, f2)
- Kapelle St. Stephan (Pfullendorf-Weihwang), eine Glocke 1965 (d3)
- Friedenskirche (Peine), drei Glocken 1954 (d2, f2, g2)
- Kirche Peine-Vöhrum, zwei Glocken 1958 (f1, b1), zu einer historischen (g1) von 1744
- Rabanus-Maurus-Kirche (Petersberg), insgesamt vier Glocken, zwei Glocken 1961 (fis1, a1), zwei Glocken 1967 (cis1, e1)
- St. Pius X. (Pfinztal-Söllingen), drei Glocken 1955 (as1, b1, des2)
- St. Elisabeth (Pforzheim-Buckenberg), drei Glocken 1957 (b1, des2, es2)
- St. Stephanus (Pilsach-Dietkirchen), eine Glocke 1957 (e1), zu vier Glocken (g1, a1, c2, e2) von Johann Hahn, Landshut (1927)
- Christi Auferstehung (Pirk), fünf Glocken 1962 (d1, f1, g1, a1, c2)
- St. Michael (Plattling), drei Glocken 1971 (a1, c2, d2), eines der letzten Geläute von F. W. Schilling vor seinem Tod.
- St. Michael (Poing), zwei Glocken 1949 (e1, fis1), zu einer (a1) von 1929
- Radolfzeller Münster (Radolfzell am Bodensee), sieben Glocken 1953 (b0, des1, es1, f1, ges1, as1, b1)
- St. Georg (Radolfzell-Liggeringen), vier Glocken 1953 (g1, a1, h1, d2)
- St. Zeno (Radolfzell am Bodensee-Zahringen), vier Glocken 1954 (g1, b1, c2, es2)
- Stadtpfarrkirche St. Johann (Rapperswil-CH), sechs Glocken 1960 (as0, b0, es1, f1, as1, b1), zu einer historischen (des1) von 1537
- St. Georg auf dem Berge (Ratzeburg), zwei Glocken 1960 (a1, h1), als Ergänzung zu einer historischen Läuteglocke von 1681 (fis1)
- Heilig Kreuz (Rednitzhembach), vier Glocken 1961 (g1, a1, c2, d2)
- St. Lukas (Regensburg), sechs Glocken 1958 (a1, h1, d2, e2, fis2, h2)
- Münster St. Maria und Markus (Reichenau-Mittelzell), eine Glocke 1955 (a1), zu drei historischen Glocken (e1, g1, c2)
- St. Marien (Reute-Unterreute), eine Glocke 1951 (des2), zu einer historischen (es2) von 1495
- St. Urban (Rheinfelden-Herten), fünf Glocken 1956 (e1, fis1, gis1, h1, cis2)
- St. Michael (Rheinfelden-Karsau), zwei Glocken 1956 (dis2, fis2), zu einer (cis2) von 1722
- Münster Schwarzach (Rheinmünster-Schwarzach), fünf Glocken 1953 (f1, as1, b1, c2, f2), zu einer (des2) von 1699 und einer (es2) von Gebr. Bachert Karlsruhe (1920)
- St.-Franz-Xaver-Kapelle (Riegel), eine Glocke 1953 (f2), zu einer (g2) von Benjamin Grüninger, Villingen (1909)
- St. Martin (Riegel), vier Glocken 1955 (f1, as1, b1, des2)
- Michaelskapelle (Riegel), zwei Glocken 1955 (es2, f2)
- Kirche (Rittersheim), vier Glocken 1967 (h1, e2, gis2, h2), eine Glocke 1968 (fis2), zu einer (d2) von 1833
- St. Marien (Rodgau-Dudenhofen), drei Glocken 1966 (fis1, a1, h1)
- Christus der Erlöser (Rotenburg an der Fulda), vier Glocken 1965 (es1, ges1, as1, b1)
- St. Laurentius (Römerberg-Mechtersheim), eine Glocke 1964 (a1), zu zwei Glocken (f1, a1) von Graf Alles, Ludwigshafen-Mundenheim (1922)
- St. Elisabeth (Roth-Eckersmühlen), zwei Glocken 1969 (h1, d2)
- Kath. Kirche Maria Heimsuchung (Runkel), vier Glocken 1957 (b1, des2, es2, fis2)
- Johanneskirche (Ruhpolding), insgesamt vier Glocken, eine 1953 (fis1), drei 1954 (gis1, h1, dis2)
- St. Jakobus (Rüdesheim am Rhein), vier Glocken 1960 (c1, d1, f1, g1), zu zwei Glocken (b1, c2) von Feldmann & Marschel (1956), eine historische Glocke (as2) aus dem 13. Jahrhundert
- Mariä Himmelfahrt (Salem-Leutkirch), zwei Glocken 1953 (as1, b1), zu zwei vorhandenen Glocken (f1, c2)
- St. Andreas (Salzgitter-Lebenstedt), drei Glocken 1956 (b1, des2, es2)
- Vituskirche (Salzhemmendorf), zwei Glocken 1964 (gis1, h1), zu einer (e1) von 1670
- St.-Jürgen-Kapelle (Salzhemmendorf-Thüste), eine Glocke 1963 (cis2)
- St. Martin (Sankt Blasien-Menzenschwand), eine Glocke 1952 (d2), zu zwei historischen Glocken (h1, g2), zwei Glocken 1977 (g1, a1), Heidelberger Glockengießerei
- St. Paulus (Sarstedt), vier Glocken 1965 (g1, b1, c2, d2)
- Martin-Luther-Kapelle (Sarstedt-Giften), zwei Glocken 1959 (g1, a1)
- St. Georg (Sassenreuth), zwei Glocken 1963 (b1, des2)
- Gustav-Adolf-Kapelle (Seesen-Bilderlahe), eine Glocke 1957 (fis2)
- Herz-Jesu-Kirche (Schifferstadt), fünf Glocken 1963 (e1, g1, a1, c2, d2)
- Martin-Luther-Kirche (Schifferstadt), zwei Glocken 1949 (d2, f2)
- St. Maria Königin (Schluchsee-Blasiwald), drei Glocken 1958 (h1, d2, e2)
- Kapelle Heilig Kreuz (Schluchsee-Fischbach), zwei Glocken 1966 (gis2, h2)
- Dorfkirche Kapern (Schnackenburg), eine Glocke 1971 (cis2), zu einer historischen (e2) von 1694
- St. Wolfgang (Schollach (Eisenbach), drei Glocken 1949 (gis1, h1, cis2)
- Jesus-Christus-Kirche (Schönbrunn (Baden)), drei Glocken 1958 (e2, fis2, a2)
- evang. Kirche (Schönbrunn (Baden)), drei Glocken 1955 (h1, cis2, e2)
- Christuskirche (Schonungen), drei Glocken 1956 (f1, as1, c2)
- St. Bernhard (Schopfheim), vier Glocken 1954 (f1, g1, b1, c2)
- St. Michael (Schriesheim-Altenbach), vier Glocken 1963 (gis1, h1, cis2, dis2)
- St. Sebald (Schwabach), vier Glocken 1958 (c2, es2, f2, g2)
- St. Pankratius (Schwalbach am Taunus), fünf Glocken 1953/64 (es1, ges1, as1, b1, des2)
- Erlöserkirche (Schwandorf), sechs Glocken 1967 (d1, g1, a1, h1, d2, e2)
- St. Pankratius (Schwetzingen), acht Glocken 1964 (h0, cis1, e1, fis1, fis2, gis2, h2, cis3), zu einer historischen (gis1) von 1484
- St. Clemens und St. Urban (Schwörstadt), vier Glocken 1952 (e1, g1, a1, c2)
- St. Michael (Schriesheim), vier Glocken 1963 (gis1, h1, cis2, dis2)
- St. Gregor (Seubersdorf), eine Glocke 1962 (es1), zu drei Glocken (f1, g1, b1) von Karl Czudnochowsky, Erding (1949)
- St. Josef (Singen (Hohentwiel)), vier Glocken 1959 (d1, e1, fis1, a1)
- Evangelische Kirche (Sinntal-Sterbfritz), vier Glocken 1962 (fis1, d2, e2, fis2), zu einer Bochumer Verein-Glocke (a1) von 1879
- St. Jakobus (Sinsheim), fünf Glocken 1966 (d1, f1, g1, b1, d2)
- Marienkirche (Sinsheim-Hilsbach), vier Glocken 1958 (e1, g1, a1, h1)
- St. Laurentius (Sinsheim-Rohrbach), zwei Glocken 1967 (f2, as2), zu einer historischen (b2) aus dem 15. Jahrhundert
- Maria Hilf (Sinsheim-Waldangelloch), drei Glocken 1963 (h1, d2, e2)
- St. Martin (Sipplingen), fünf Glocken 1961 (es1, f1, g1, b1, c2)
- St. Maria Königin (Sitterdorf-CH), vier Glocken 1961 (c1, es1, f1, as1)
- Evang. Kirche (Spechbach), drei Glocken 1951 (b1, c2, d2)
- St. Martin (Spechbach), eine Glocke 1953 (a1), zu zwei vorhandenen Glocken (g1, c2)
- Mutterhaus und Mutterhauskapelle (Speyer), eine Glocke 1952 (fis2)
- Speyerer Dom, fünf Glocken 1963 (as1, b1, des2, es2, f2), als Ergänzung zu vier Glocken von Peter Lindemann 1822 (g0, b0, des1, f1)
- St. Georg Läuteturm (Speyer), eine Glocke 1951 (b2), befindet sich im Dachreiter
- St. Joseph (Speyer), vier Glocken 1960 (b0, d1, f1, g1)
- St. Otto (Speyer), drei Glocken 1967, (g1, b1, c2). Ergänzung, eine Glocke 1980, (es1), Heidelberger Glockengießerei
- Auferstehungskirche (Speyer), eine Glocke 1951 (c2), eine Glocke 1988 (as2) von der Glocken- und Kunstgießerei Rincker
- Neue Inselkirche (Spiekeroog), eine Glocke 1952 (cis2)
- St. Marien (Spielberg (Karlsbad), eine Glocke 1950 (es2)
- Dom St. Blasien, zehn Glocken[15] 1952 (ges1, as1, b1, des2, es2), 1961 (ges0, b0, des1, es1). Ergänzung eine Glocke 2005 (f1), Albert Bachert (Karlsruhe)
- St. Georg (St. Georgen im Schwarzwald), vier Glocken 1962 (cis1, e1, fis1, gis1)
- St. Leo der Große (St. Leon-Rot), insgesamt fünf Glocken, zwei 1951 (fis1, ais1), eine 1952 (gis1), zwei 1958 (cis1, dis1)
- Unbefleckte Empfängnis Mariä (Steinen-Höllstein), drei Glocken 1964 (h1, d2, e2)
- St. Nikolaus (Stockach-Espasingen), eine Glocke 1965 (g1), zu einer historischen (e2) von 1679 und drei Stahlglocken (h0, d1, e1) vom Bochumer Verein (1952)
- St. Vitus (Stockach-Mahlspüren im Hegau), drei Glocken 1954 (a1, c2, d2)
- St. Konrad (Stockach-Raithaslach), vier Glocken 1952 (ges1, as1, b1, des2)
- Maria Rosenkranzkönigin (Stockstadt am Main), fünf Glocken 1954 (h0, d1, e1, fis1, a1)
- St. Pankratius (Stockum), insgesamt fünf Glocken, vier 1958 (c1, d1, g1, a1), eine 1959 (c3), zu fünf historischen (e1, es2, e2, g2, d3)
- Christuskirche (Straubing), vier Glocken 1956 (es1, g1, b1, c2)
- St. Konrad (Stuttgart), vier Glocken 1966 (d1, e1, g1, a1)
- Pfarrkirche zur Heiligsten Dreifaltigkeit (Stuttgart-Rot), vier Glocken 1964 (h0, cis1, dis1, fis1)
- St. Gallus (Teningen-Heimbach), vier Glocken 1952 (h1, d2, e2, fis2)
- Evangelische Kirche (Tettau (Oberfranken)), drei Glocken 1955 (fis1, a1, h1)
- Auferstehungskirche (Tettau (Oberfranken)-Kleintettau), drei Glocken 1951 (g1, a1, c2)
- Gnadenkirche (Tettau-Schauberg), zwei Glocken, eine 1953 (es2), eine 1963? (c2)
- Marienkirche (Teublitz-Saltendorf an der Naab), drei Glocken 1961 (fis1, a1, d2), zu einer (h1) von 1659
- Lorenzkirche (Thalmässing), eine Glocke 1962 (d2), zu zwei historischen Glocken (h1, g2)
- St. Laurentius (Thalmässing-Schwimbach), eine Glocke 1962 (d2), zu zwei historischen Glocken (h1, g2)
- Mariä Himmelfahrt (Tiengen), 1962/63[16]
- St. Michael (Titting), eine Glocke 1970 (c2), zu drei vorhandenen Glocken (f1, as1, b1)
- St. Andreas (Titting-Kaldorf), vier Glocken 1963 (fis1, a1, h1, cis2)
- St. Petrus (Titting-Petersbuch), drei Glocken 1967 (g1, b1, c2)
- Christkönig (Titisee-Neustadt – Titisee), vier Glocken 1955 (d1, e1, fis1, a1)
- St. Nikolaus (Titisee-Neustadt – Waldau), vier Glocken 1952 (g1, a1, h1, d2)
- Unserer Lieben Frau (Todtmoss), insgesamt sechs Glocken, vier 1952 (d1, f1, g1, a1), zwei 1958 (a0, c1)
- St. Wendelin (Todtnau-Geschwend), drei Glocken 1952 (gis1, h1, cis2)
- Stadtkirche St. Clemens (Triberg), fünf Glocken 1958 (h0, d1, e1, fis1, a1)
- St. Petrus und Jakobus maior (Tuttlingen-Nendingen), drei Glocken 1955 (c1, g1, a1), zu einer historischen (e1) von 1712.
- St. Andreas (Ubstadt-Weiher), fünf Glocken 1958 (des1, f1, as1, b1, c2)
- Kirche Uetze-Eltze, eine Glocke 1949 (aus dem ersten Guss in Heidelberg, ais1)
- St. Marien (Uelzen), insgesamt zwei Glocken, eine 1953 (as1), eine 1963 (b1), als Ergänzung zu drei vorhandenen Glocken (b0, des1, ges1)
- Georgskirche (Uelzen-Kirchweyhe), eine Glocke 1967 (a1), als Ergänzung zu einer (fis1) von 1851
- St. Marien (Uelzen-Veerßen), eine Glocke 1963 (des2), als Ergänzung zu einer historischen (b1) von 1332
- Wallfahrtskirche Birnau, (Uhldingen-Mühlhofen), zwei Glocken 1961 (gis1, cis2)
- Hl. Geist-Kirche (Ulm), fünf Glocken 1959 (d1, f1, g1, a1, c2)
- St. Veit (Ursensollen), vier Glocken 1956 (g1, b1, c2, d2), zu einer (f2) von 1734
- St. Laurentius (Usingen), vier Glocken 1964 (g1, b1, c2, es2)
- St. Pelagius (Überlingen-Bonndorf), drei Glocken 1961 (g1, a1, c2), zu zwei historischen Glocken von Rosenlächer, Konstanz (b1, g2)
- Bruder-Klaus-Kirche (Villingen) (Villingen-Schwenningen), fünf Glocken 1964 (cis1, e1, fis1, gis1, h1)[17]
- Münster Unserer Lieben Frau (Villingen) (Villingen-Schwenningen), acht Glocken 1954 (as0, des1, es1, f1, as1, b1, des2, c3). Ergänzung eine Glocke 1985 (b0) von der Glockengießerei Metz aus Karlsruhe
- St. Fidelis (Villingen-Schwenningen, Villingen), fünf Glocken 1958 (b0, des1, es1, ges1, as1)
- St. Mauritius (Vogtsburg-Oberbergen), vier Glocken 1968 (es1, f1, g1, b1)
- St. Martin (Vöhrenbach), sechs Glocken 1953 (des1, es1, f1, as1, b1, des2)
- St. Johann (Vöhrenbach-Hammereisenbach-Bregenbach), vier Glocken 1952 (gis1, h1, cis2, e2)
- Stadtpfarrkirche Waibstadt, vier Glocken 1950 (f1, as1, b1, c2)
- Pfarrkirche Waidring, vier Glocken 1958 (es1, f1, as1, c2), zu einer (as0) von Franz Schilling, Apolda (1938)
- Mariä Himmelfahrt (Waldshut-Tiengen), sieben Glocken 1962 (a0, cis1, e1, fis1, a1, h1, cis2), zu einer historischen (g2) von 1721[18]
- St. Pankratius (Waldshut-Tiengen-Eschbach), drei Glocken 1953 (d2, f2, g2)
- St. Marien (Waldshut-Tiengen-Waldkirch), eine Glocke 1953 (h1), zu drei historischen Glocken (fis1, a1, cis2)
- St. Carolus (Waldkirch), eine Glocke 1956 (cis2)
- St. Josef (Waldkirch), fünf Glocken 1950 (cis1, e1, fis1, gis1, h1)
- St. Margarethen (Waldkirch), drei Glocken 1956 (e1, fis1, gis1), zu fünf historischen Glocken
- St. Pius X (Waldkirch), eine Glocke 1956 (h1)
- St. Pankratius (Waldkirch-Buchholz), drei Glocken 1951 (fis1, a1, h1), zu einer (cis2) von K. Rosenlächer, Konstanz (1893)
- Hl. Geist (Wassertrüdingen), vier Glocken 1962 (f1, as1, b1, c2)
- St. Markus (Weiden in der Oberpfalz), drei Glocken (g1, a1, c2)
- Waldfriedhof-Kapelle (Weiden in der Oberpfalz), zwei Glocken (fis2, gis2)
- St. Marien (Weil am Rhein-Haltingen), vier Glocken 1953 oder 1955 (e1, g1, a1, h1)
- St. Peter und Paul (Weil der Stadt), drei Glocken 1958 (b0, c1, d1), zu drei historischen Glocken (f1, g1, b1)
- St. Michael (Weingarten (Baden)), fünf Glocken 1954 (es’±0, ges’+2, as’±0, b’±0, des’’+1)
- St. Michael (Weißenbronn), zwei Glocken 1951 (g1, b1) zu einer (es2) von 1295
- St. Michael (Werneck-Ettleben), eine Glocke 1965 (e1), zu drei Glocken von Albert Junker, Brilon (g1, a1, c2)
- St. Johannes der Täufer (Weitnau-Wengen), sechs Glocken 1949 (h0, d1, e1, g1, a1, h1), eines der ersten Großgeläute von F. W. Schilling
- Joachim-von-Ortenburg-Kirche (Weitramsdorf-Tambach), vier Glocken 1962 (g1, a1, c2, d2)
- St. Konrad (Weizen), drei Glocken, 1951
- St. Christophorus (Westerland), vier Glocken 1959 (d1, f1, g1, b1), (nördlichstes Geläut von F. W. Schilling in Deutschland)
- Maria-Hilf-Kirche (Wiesbaden), drei Glocken 1963 (c1, d1, a1), zu einer (g1) von Feldmann & Marschel, Münster (1953) und einer historischen (f1) von Krieger, Breslau (1771)
- St. Bonifatius (Wiesbaden), drei Glocken 1961 (h0, a1, h1), zu drei historischen Glocken von 1702, 1440, 1430 (d1, fis1, g1)
- St. Elisabeth (Wiesbaden), vier Glocken 1956 (cis1, e1, fis1, gis1)
- St. Georg (Wiesbaden-Mainz-Kastel), vier Glocken ? (c1, es1, f1, g1)
- St. Michael (Wiesenbach), insgesamt drei Glocken, zwei 1950 (dis2, fis2), eine 1980 (cis2) aus der Heidelberger Glockengießerei
- St. Nikolai (Wilhelmshaven-Heppens), eine Glocke 1967 (fis1), zu einer historischen (a1) von 1782
- St. Michael (Wilhermsdorf), vier Glocken 1962 (e1, g1, a1, c2)
- Protestantische Kirche (Wilgartswiesen), fünf Glocken 1950 (es1, ges1, as1, b1, des2)
- Bruder-Klaus-Kirche (Winkeln-CH), fünf Glocken 1959 (c1, es1, f1, g1, b1)
- Herz-Jesu-Kirche (Winnweiler), vier Glocken 1955 (d1, f1, g1, b1)
- St. Marien (Winzenhofen (Schöntal), drei Glocken 1951 (c2, d2, f2)
- Versöhnungskirche (Wolfenbüttel), vier Glocken
- St. Maria (Wolfhagen), vier Glocken 1965 (d1, f1, g1, a1)
- Jesus-Christus-Kirche (Worms-Pfiffligheim), drei Glocken 1951 (g1, b1, c2), als Ergänzung zu einer (d2) von H. Pfeiffer, Frankenthal (1844)
- St. Nikolaus (Wörth am Main), fünf Glocken 1962 (c1, es1, f1, g1, b1)
- St. Laurentius (Wrestedt-Stederdorf), eine Glocke 1963 (g2), zu drei historischen Glocken (gis1, a2, c3)
- St. Antonius (Wuppertal), insgesamt fünf Glocken, vier 1956 (d1, e1, g1, a1), eine 1963 (c1)
- Hofkirche Allerheiligste Dreifaltigkeit (Würzburg), drei Glocken 1959 (cis2, e2, fis2)
- St. Elisabeth (Würzburg), fünf Glocken 1956 (dis1, fis1, gis1, h1, cis2)
- St. Gertraud (Würzburg), vier Glocken 1956 (e1, fis1, gis1, h1)
- St. Peter und Paul (Würzburg), vier Glocken 1959 (gis1, h1, cis2, dis2), zu einer historischen (fis1) von 1453
- Würzburger Dom, elf Glocken 1965 (g0, b0, c1, d1, f1, g1, a1, b1, c2, d2, f2), zu der historischen Lobdeburgglocke (es1) von (Magister Cunradus Citewar) 1257
- St. Bruno (Würzburg-Steinbachtal), vier Glocken 1965 (fis1, a1, h1, d2)
- Kloster Himmelspforten (Würzburg-Zellerau), zwei Glocken 1969 (a2, h2)
- St. Blasius (Wyhl), vier Glocken 1951 (f1, as1, b1, c2)
- Kloster Oberzell (Zell am Main), sechs Glocken 1954 (f1, as1, b1, des2, f2, es2)
- St. Symphorian (Zell am Harmersbach), fünf Glocken 1950 (c1, es1, f1, g1, b1)
- St. Fridolin (Zell im Wiesental), sechs Glocken 1956 (cis1, e1, fis1, gis1, h1, cis2)
- St. Martin (Zeutern), insgesamt fünf Glocken, drei 1951 (dis1, fis1, gis1), zwei 1962 (h0, ais1)
- St. Margaretha (Zimmern), vier Glocken 1958 (dis1, fis1, gis1, h1)
- St. Sebastian (Zuzenhausen), zwei Glocken 1958 (fis1, a1), zu einer (h1) von Anselm Franz Speck (Heidelberg) 1785